# Liste der Biografien/Av
Liste der Biografien |
Portal Biografien |
Personensuche
# |
A |
B |
C |
D |
E |
F |
G |
H |
I |
J |
K |
L |
M |
N |
O |
P |
Q |
R |
S |
T |
U |
V |
W |
X |
Y |
Z |
?
 
Aa |
Ab |
Ac |
Ad |
Ae |
Af |
Ag |
Ah |
Ai |
Aj |
Ak |
Al |
Am |
An |
Ao |
Ap |
Aq |
Ar |
As |
At |
Au |
Av |
Aw |
Ax |
Ay |
Az
Die Liste der Biografien führt alle Personen auf, die in der deutschsprachigen Wikipedia einen Artikel haben. Dieses ist eine Teilliste mit 536 Einträgen von Personen, deren Namen mit den Buchstaben „Av“ beginnt.

## Av
- av Rana, Jenis (* 1953), färöischer Politiker (Miðflokkurin)

### Ava
- Ava († 1127), erste deutschsprachige Dichterin
- Ava Max (* 1994), US-amerikanische PopmusikerinAva Max (* 1994)

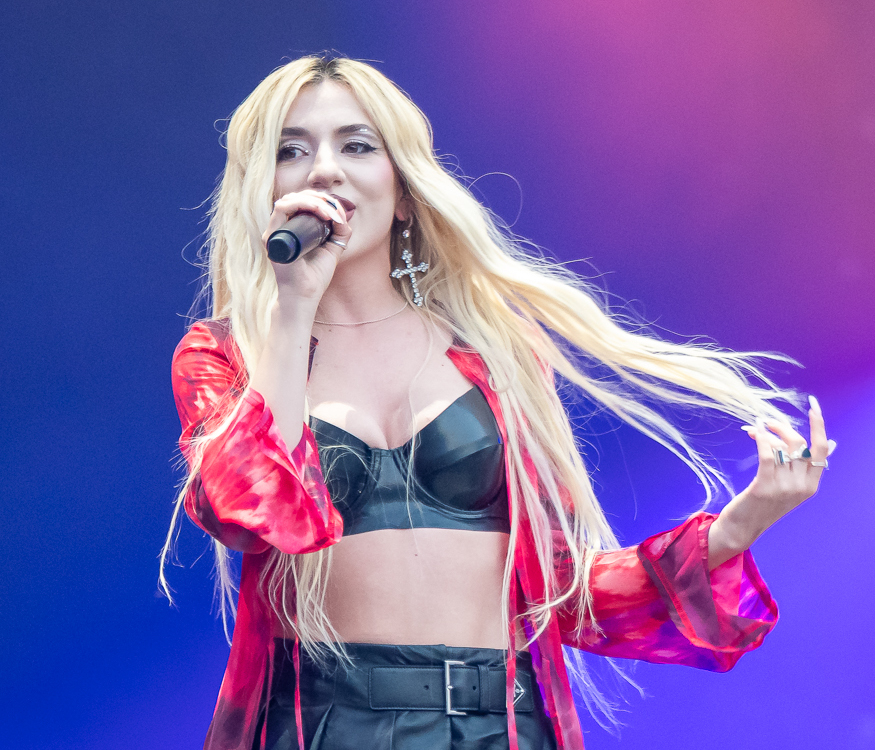
Ava Max (* 1994)

- Avaert, Henri (1851–1923), belgischer Soldat, Forschungsreisender und Kolonialadministrator
- Avagliano, Luca (* 1982), italienischer Schauspieler
- Avagliano, Mario (* 1966), italienischer Journalist und Historiker
- Avagyan, Agnes (* 1980), armenische Karikaturistin und Illustratorin
- Avaion (* 1997), deutscher Musiker
- Avakian, Aram (1926–1987), US-amerikanischer Filmregisseur, Drehbuchautor und Filmeditor
- Avakian, Bob (* 1943), US-amerikanischer Politiker, Vorsitzender der Revolutionären Kommunistischen Partei (RCP)
- Avakian, George (1919–2017), US-amerikanischer Musikproduzent
- Avakumović, Vojislav Gregorius (1910–1990), jugoslawischer Hochschullehrer und Direktor des Kernforschungszentrums Jülich
- Avakyan, Giorgi, georgischer Bogenbiathlet
- Aval, Pierre d’ (* 1745), preußischer Beamter
- Avallay, Roque (* 1945), argentinischer Fußballspieler
- Avalle, D’Arco Silvio (1920–2002), italienischer Romanist
- Avallone, Marcello (* 1938), italienischer Filmregisseur
- Avallone, Michael (1924–1999), US-amerikanischer Schriftsteller
- Avallone, Silvia (* 1984), italienische Dichterin und Schriftstellerin
- Avalon, britischer Psytrance-DJ und -Produzent
- Avalon, Frankie (* 1940), US-amerikanischer Musiker und SchauspielerFrankie Avalon (* 1940)

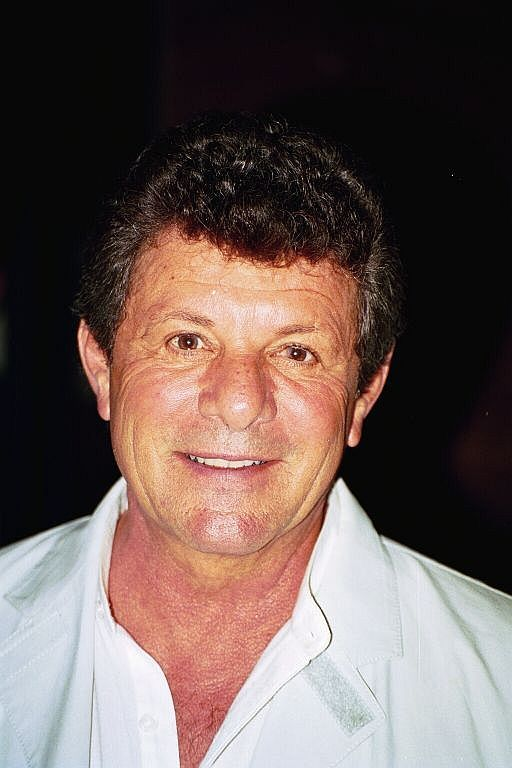
Frankie Avalon (* 1940)

- Avalon, James, US-amerikanischer Pornofilmregisseur und -produzent
- Avalon, Mickey (* 1975), US-amerikanischer Rapper
- Avalos d’Aquino d’Aragona, Francesco Fernando d’ (1530–1571), Gouverneur im Herzogtum Mailand und Vizekönig von Sizilien
- Avalos di Pescara, Fernando Francesco d’ († 1525), Feldherr Kaiser Karls V., Markgraf von Pescara und Vizekönig von Sizilien
- Avalos, Alfonso Felice d’ (1564–1593), italienischer Adeliger
- Ávalos, Carlos Enrique (* 1982), salvadorianischer Radrennfahrer
- Ávalos, Enrique (* 1922), paraguayischer Fußballspieler
- Ávalos, Fernando (* 1978), argentinischer Fußballspieler
- Avalos, Hector (1958–2021), US-amerikanischer Religionswissenschaftler
- Ávalos, Irving (* 1991), mexikanischer Fußballspieler
- Ávalos, Juan de (1911–2006), spanischer Bildhauer
- Ávalos, Marcial (* 1921), paraguayischer Fußballspieler
- Avalos, Rafael (1926–1993), mexikanischer Fußballspieler
- Ávalos, Roberto (* 1980), chilenischer Fußballspieler
- Avameri, Airi (* 1998), estnische Tischtennisspielerin
- Avan, Fatih (* 1989), türkischer Leichtathlet
- Avanaş, Nagihan (* 1997), türkische Fußballspielerin
- Avancini, Giustiniano degli (1807–1843), Maler
- Avancini, Henrique (* 1989), brasilianischer Mountainbiker
- Avancini, Lívia (* 1992), brasilianische Kugelstoßerin
- Avancini, Nicolaus von (1611–1686), jesuitischer Pädagoge, Dichter und lateinischer Dramatiker der Barockzeit
- Avandi, Märt (* 1981), estnischer Schauspieler
- Avanesjan, Arpat (* 1944), armenischer Politiker der Republik Arzach
- Avanesjan, Ivan (* 1968), armenischer Politiker der Republik Arzach
- Avanessian, Armen (* 1973), österreichischer Philosoph, Schriftsteller und PublizistArmen Avanessian (* 1973)

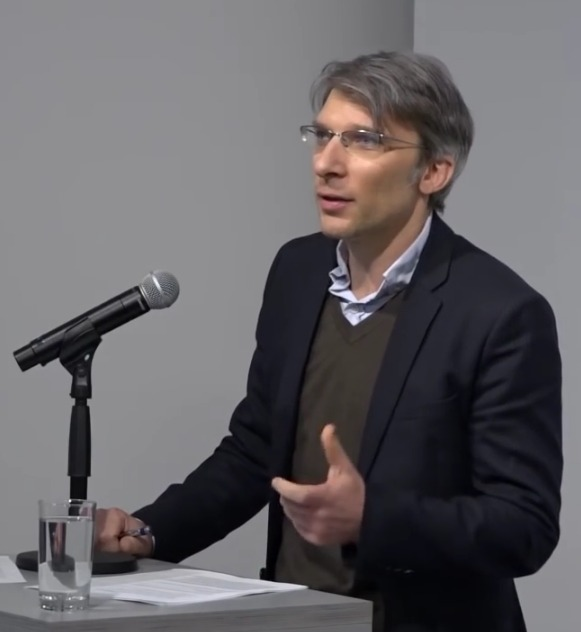
Armen Avanessian (* 1973)

- Avanoğlu, Toygan (* 1979), türkischer Schauspieler
- Avanon, Constantin (* 1983), beninischer Fußballspieler
- Avant (* 1978), US-amerikanischer R&B-Sänger
- Avant, Clarence (1931–2023), US-amerikanischer Musikmanager, Geschäftsmann und Filmproduzent
- Avant, Deborah (* 1958), US-amerikanische Politikwissenschaftlerin
- Avant, Jazmyne (* 1990), US-amerikanische Fußballspielerin
- Avantario, Vito (* 1965), Journalist und Autor
- Avanti, Giorgio (* 1946), Schweizer Jurist, Maler und Schriftsteller
- Avanzi, Girolamo, italienischer Humanist
- Avanzi, Jacopo di Pietro († 1416), italienischer Maler
- Avanzi, Mathieu (* 1981), französisch-schweizerischer romanistischer Sprachwissenschafter
- Avanzini, Anton von (1890–1969), Rechtsanwalt, Bürgermeister von Wörgl in Tirol
- Avanzini, Bartolomeo (1608–1658), italienischer Architekt
- Avanzini, Carlo (1817–1881), Schweizer Mediziner und Politiker
- Avanzini, Giuseppe (1753–1827), italienischer Geistlicher, Physiker und Mathematiker
- Avanzini, Michel (* 1989), Schweizer Fussballspieler
- Avanzo, Agostino (1585–1665), italienischer Architekt und Maler
- Avanzo, Dominik (1845–1910), deutsch-österreichischer Architekt
- Avanzo, Renzo (1911–1989), italienischer Dokumentarfilmer
- Avanzolini, Menotti (1923–2007), italienischer Fußballspieler
- Avard, Sampson (1800–1869), Anführer der Daniten
- Avari, Erick (* 1952), indisch-amerikanischer SchauspielerErick Avari (* 1952)

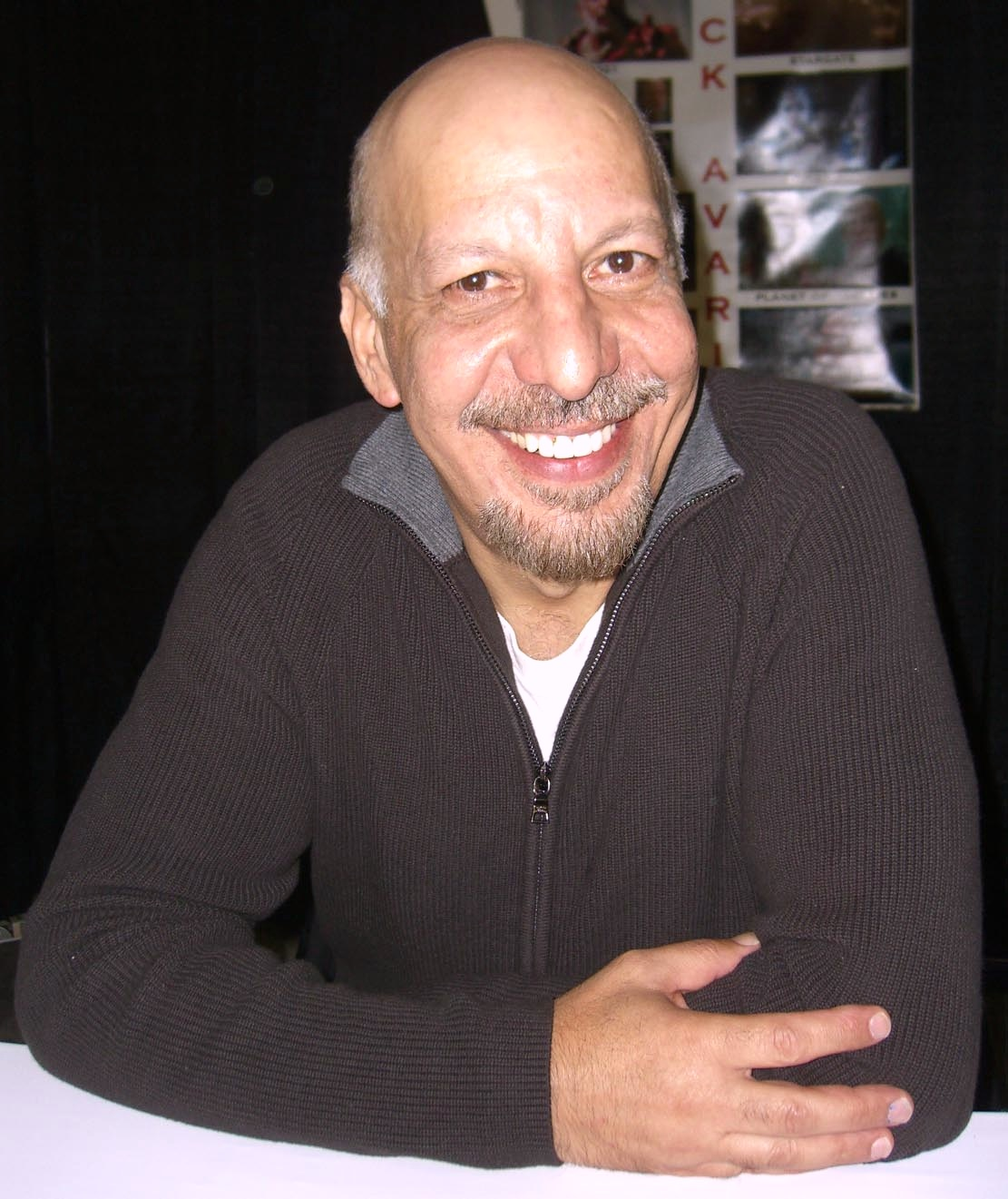
Erick Avari (* 1952)

- Avarna di Gualtieri, Carlo (1757–1836), italienischer Politiker, Präsident des Rates des Königreichs beider Sizilien
- Avary, Roger (* 1965), US-amerikanischer Filmregisseur, Drehbuchautor und Filmproduzent
- Avat, Nassim J. (* 1990), deutsch-israelischer Film- und Theaterschauspieler
- Avati, Antonio (* 1946), italienischer Filmproduzent und Drehbuchautor
- Avati, Pupi (* 1938), italienischer Regisseur, Drehbuchautor und Filmproduzent
- Avaugour, Charles d’ (1600–1657), französischer Diplomat
- Avaugour, Guillaume d’ († 1447), königlicher Kammerherr, Gouverneur von Touraine
- Avaux, Jean-Antoine d’ (1640–1709), französischer Diplomat

### Avb
- Avbelj, Viktor (1914–1993), jugoslawischer Politiker

### Avc
- Avcı, Abdullah (* 1963), türkischer Fußballtrainer
- Avcı, Adem Furkan (* 1996), türkischer Boxer
- Avcı, Bengisu (* 1996), türkische Freiwasserschwimmerin
- Avcı, Ceylan (* 1974), türkische Sängerin
- Avcı, Erkan (* 1982), türkischer Schauspieler
- Avcı, Hanefi (* 1956), türkischer Polizeipräsident und Autor
- Avcı, İzzet (* 1949), türkischer Bogenschütze
- Avcı, Kerim (* 1989), deutsch-türkischer Fußballspieler
- Avcı, Koray (* 1978), türkischer Fußballspieler
- Avcı, Koray (* 1990), türkischer MusikerKoray Avcı (* 1990)

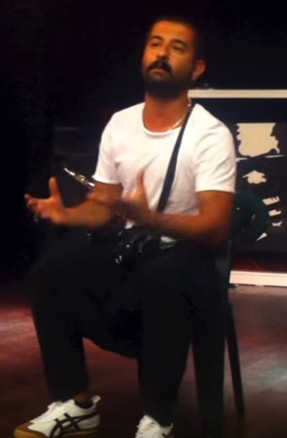
Koray Avcı (* 1990)

- Avcı, Nabi (* 1953), türkischer Politiker
- Avcı, Ramazan (1959–1985), türkischer Mann, von Hamburger Skinheads getötet
- Avcı, Sabit Osman (1921–2009), türkischer Politiker
- Avcı, Sedef (* 1982), türkische Schauspielerin und Model
- Avcı, Turgay (* 1959), türkisch-zyprischer Politiker
- Avcı, Yasin (* 1983), türkischer Fußballspieler
- Avcı, Yasin (* 1984), dänisch-türkischer Fußballspieler
- Avcıbay, İlker (* 1978), türkischer Fußballtorhüter

### Avd
- Avdalović, Vule (* 1981), serbischer Basketballspieler
- Avdeliodis, Dimos (* 1952), griechischer Film- und Theaterregisseur und Schauspieler
- Avdić, Alen (* 1977), bosnisch-herzegowinischer Fußballspieler
- Avdic, Damir (* 1990), deutscher Theater- und Filmschauspieler
- Avdić, Denni (* 1988), schwedischer Fußballspieler
- Avdić, Dženis (* 1995), serbischer Biathlet
- Avdić, Ferid (* 1960), jugoslawischer bzw. bosnischer Volksmusiker und Sevdalinka-Sänger
- Avdić, Marcel (* 1991), deutsch-bosnisch-herzegowinischer Fußballspieler
- Avdija, Deni (* 2001), israelischer Basketballspieler
- Avdijaj, Albion (* 1994), albanisch-schweizerischer Fussballspieler
- Avdijaj, Donis (* 1996), kosovarisch-deutscher FußballspielerDonis Avdijaj (* 1996)

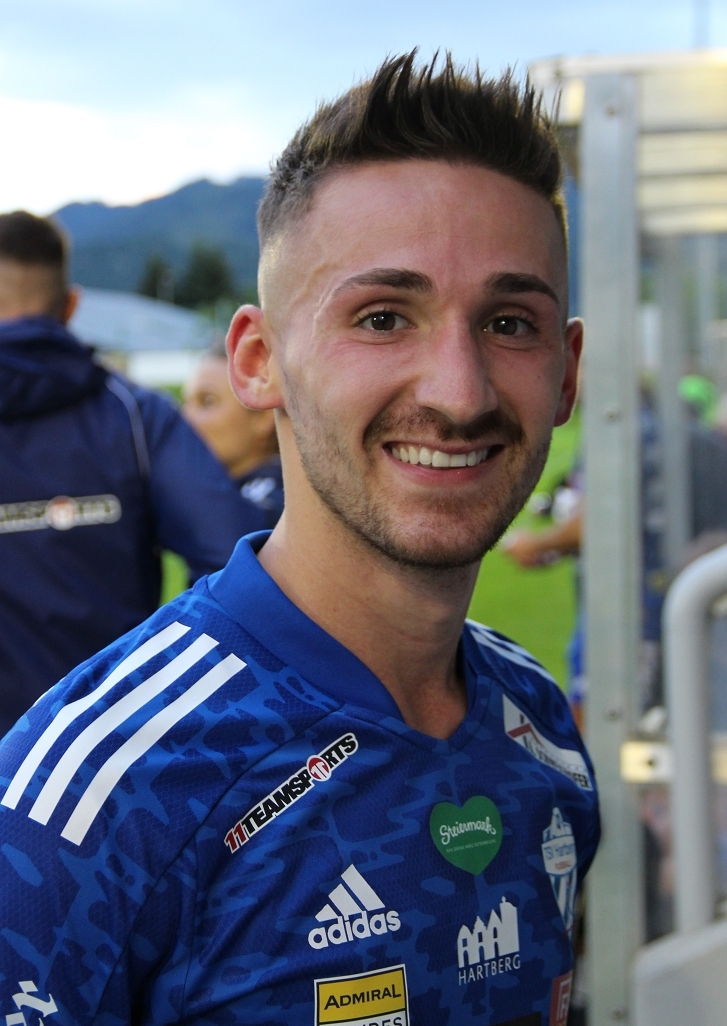
Donis Avdijaj (* 1996)

- Avdukić, Asmir (* 1981), bosnisch-herzegowinischer Fußballtorwart und Fußballtrainer
- Avdullahu, Leon (* 2004), Schweizer Fußballspieler
- Avdyli, Milot (* 2002), kosovarischer Fußballspieler

### Ave
- Avé, Lia (1924–2008), deutsche Journalistin
- Ave, Lindy (* 1998), deutsche LeichtathletinLindy Ave (* 1998)

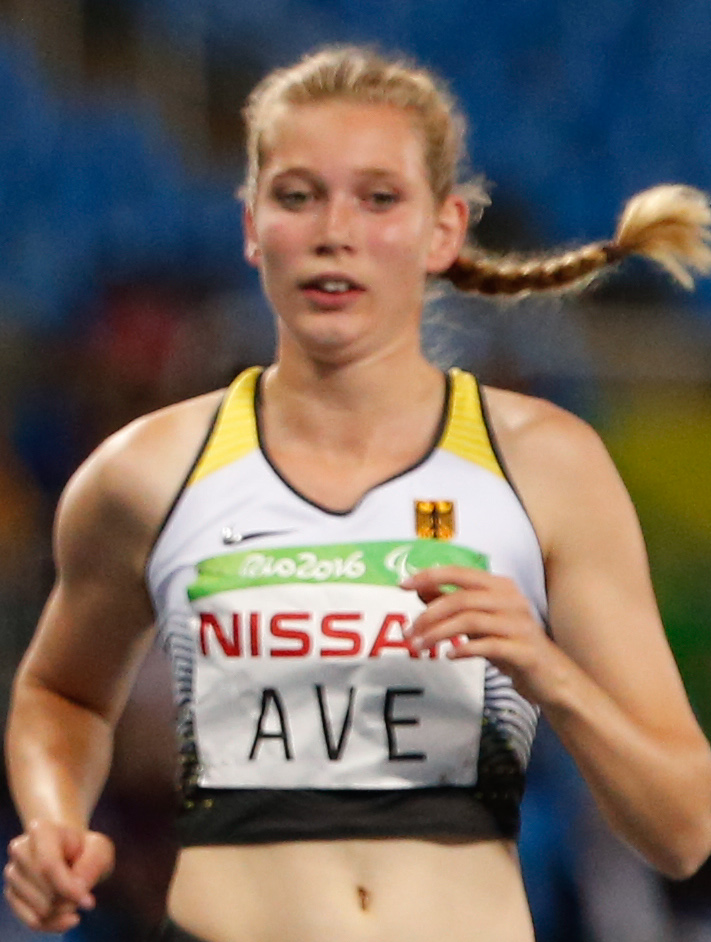
Lindy Ave (* 1998)

- Avé-Lallemant, Friedrich (1807–1876), deutscher evangelisch-lutherischer Geistlicher und Bibliothekar
- Avé-Lallemant, Friedrich Christian (1809–1892), deutscher Kriminalist, Schriftsteller und Sprachforscher
- Avé-Lallemant, Hans (1888–1945), deutscher Unternehmensleiter
- Avé-Lallemant, Julius Léopold Eduard (1803–1867), deutscher Botaniker
- Avé-Lallemant, Robert Christian (1812–1884), deutscher Arzt und Forschungsreisender
- Avé-Lallemant, Theodor (1806–1890), deutscher Musikkritiker und Musikschriftsteller
- AVEC (* 1995), österreichische Songwriterin und Musikerin (Gesang, Gitarre)
- Aved, Jacques-André-Joseph Camelot (1702–1766), französischer Maler und Kunsthändler
- Avedikian, Serge (* 1955), armenisch-französischer Schauspieler
- Avedisian, Scott (* 1965), US-amerikanischer Politiker
- Avedon, Doe (1925–2011), US-amerikanische Schauspielerin und Model
- Avedon, Loren (* 1962), US-amerikanischer Schauspieler
- Avedon, Richard (1923–2004), US-amerikanischer FotografRichard Avedon (1923–2004)

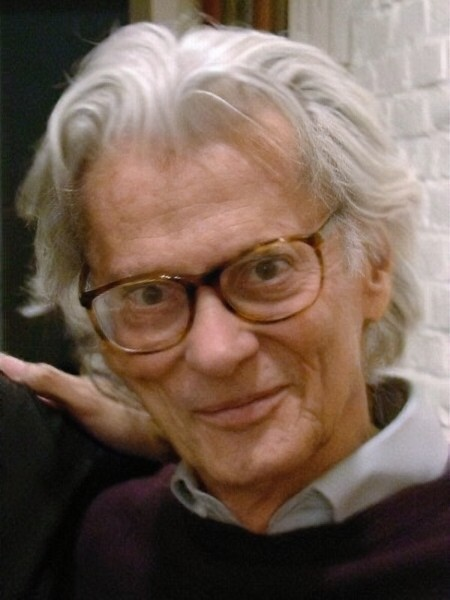
Richard Avedon (1923–2004)

- Aveillan, Bruno (* 1968), französischer Multimediakünstler, Fotograf und Regisseur von Werbespots und Musikvideos
- Avelar, Antonio (* 1958), mexikanischer Boxer
- Avelar, Danilo (* 1989), brasilianischer Fußballspieler
- Aveledo Hostos, Ramón (1921–2002), venezolanischer Ornithologe und Naturschützer
- Aveleyra, Rafel (* 1932), mexikanischer Bogenschütze
- Aveline, Claude (1901–1992), französischer Schriftsteller
- Aveline, Jean-Marc (* 1958), französischer Geistlicher, Dogmatiker und Erzbischof von Marseille, Kardinal
- Aveling, Edward (1849–1898), englischer Sozialist, Freidenker, Biologe und Zoologe. Lebensgefährte von Eleanor Marx
- Aveling, Valda (1920–2007), australische Cembalistin und Pianistin
- Avelino, José (1890–1986), philippinischer Politiker
- Avelino, Moisés (* 1940), brasilianischer Arzt, Unternehmer und Politiker
- Avellan, Elizabeth (* 1960), US-amerikanische Filmproduzentin
- Avellán, Isabel (1933–2010), argentinische Leichtathletin
- Avellaneda, Francisco († 1591), italienischer römisch-katholischer Geistlicher
- Avellaneda, Nicolás (1837–1885), Präsident von Argentinien
- Avellanet, Chucho (* 1941), puerto-ricanischer Sänger
- Avellar Brotero, Felix de (1744–1828), portugiesischer Botaniker
- Avellino, Andreas (1521–1608), italienischer Ordenspriester, Missionar und Ordensgeneral
- Avellino, Francesco Maria (1778–1850), italienischer Anwalt, Ökonom, Poet, Archäologe, Numismatiker, Epigraphiker, Philologe und Gräzist
- Avellis, Georg (1864–1916), deutscher Mediziner
- Avellone, Chris (* 1971), US-amerikanischer Videospieldesigner
- Avelloni, Giuseppe (1761–1817), italienischer Dichter
- Avelon, Natalia (* 1980), deutsch-polnische SchauspielerinNatalia Avelon (* 1980)

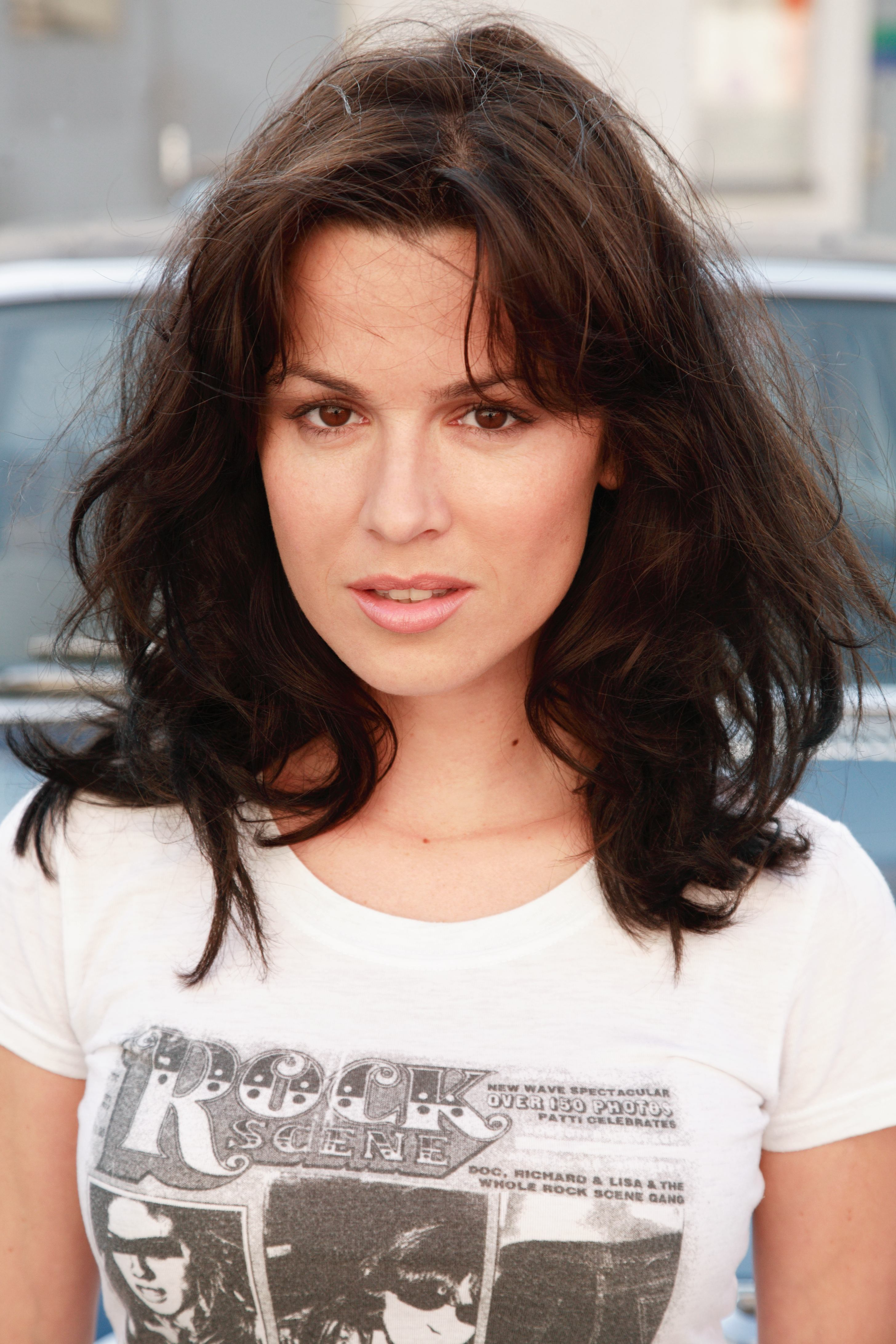
Natalia Avelon (* 1980)

- Avemann, Adolph Christian (1646–1738), deutscher Jurist und Geheimrat im Herzogtum Sachsen-Gotha-Altenburg
- Avemann, Christian Ernst Heinrich von (1706–1764), deutscher Amtmann
- Avemann, Ernst Ludwig (1609–1689), deutscher Politiker und Diplomat
- Avemann, Heinrich (1637–1699), Doktor beider Rechte, Vizekanzler und Geheimer Rat in Ostfriesland
- Avemann, Johann Justus von (1735–1794), preußischer Jurist
- Avemann, Karl von (1814–1891), preußischer Generalleutnant
- Avemarie, Friedrich (1893–1980), deutscher Pädagoge und Theologe
- Avemarie, Friedrich (1960–2012), deutscher evangelischer Theologe und Neutestamentler
- Avemo, Kerstin (* 1973), schwedische Opernsängerin (Sopran, Koloratursopran)
- Avena, John (1893–1936), italienisch-amerikanischer Mobster
- Avena, Laura (* 1991), lettische Volleyball- und Beachvolleyballspielerin
- Avena, Mariana (1955–2016), argentinische Tangosängerin
- Avenant, Nico L. (* 1964), südafrikanischer Mammaloge und Kurator
- Avenarius, Ernst (1777–1846), preußischer Landrat
- Avenarius, Ferdinand (1856–1923), deutscher DichterFerdinand Avenarius (1856–1923)

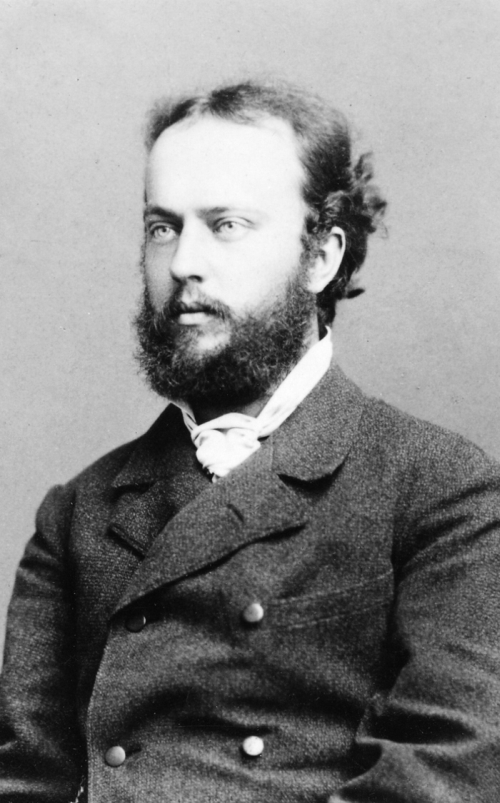
Ferdinand Avenarius (1856–1923)

- Avenarius, Georg Ludwig (1699–1775), preußischer Jurist und Resident
- Avenarius, Hermann (* 1938), deutscher Jurist
- Avenarius, Horst (1930–2021), deutscher Geisteswissenschaftler, Pionier der Öffentlichkeitsarbeit in Deutschland
- Avenarius, Johann II. († 1631), deutscher Rechtswissenschaftler
- Avenarius, Johann Ludwig (1735–1805), preußischer Jurist
- Avenarius, Johannes (1670–1736), deutscher evangelischer Geistlicher, Superintendent und Musiktheoretiker
- Avenarius, Johannes Maximilian (1887–1954), deutscher expressionistischer Maler, Grafiker und Illustrator
- Avenarius, Karl August (* 1788), deutscher Maler und Zeichner
- Avenarius, Martin (* 1965), deutscher Jurist und Rechtshistoriker
- Avenarius, Michail Petrowitsch (1835–1895), deutschstämmiger russischer Physiker
- Avenarius, Pjotr Alexandrowitsch (1843–1909), russischer Ingenieur und Unternehmer
- Avenarius, Richard (1843–1896), deutscher Philosoph und Vertreter des Empiriokritizismus
- Avenarius, Richard Ernst Abundius (1840–1917), deutscher Chemiker und Unternehmer
- Avenarius, Thomas († 1638), deutscher Organist und Komponist
- Avenarius, Tomas (* 1961), deutscher Journalist und Autor
- Avenarius, Tony (1836–1901), deutscher Buchillustrator, Grafiker, Zeichner, Komponist und Librettist
- Avenarius-Herborn, Heinrich (1873–1955), deutscher Chemiker und Unternehmer
- Avenary, Hanoch (1908–1994), israelischer Musikwissenschaftler
- Avenatti, Felipe (* 1993), uruguayischer Fußballspieler
- Avenatti, Michael (* 1971), US-amerikanischer Jurist und RennfahrerMichael Avenatti (* 1971)

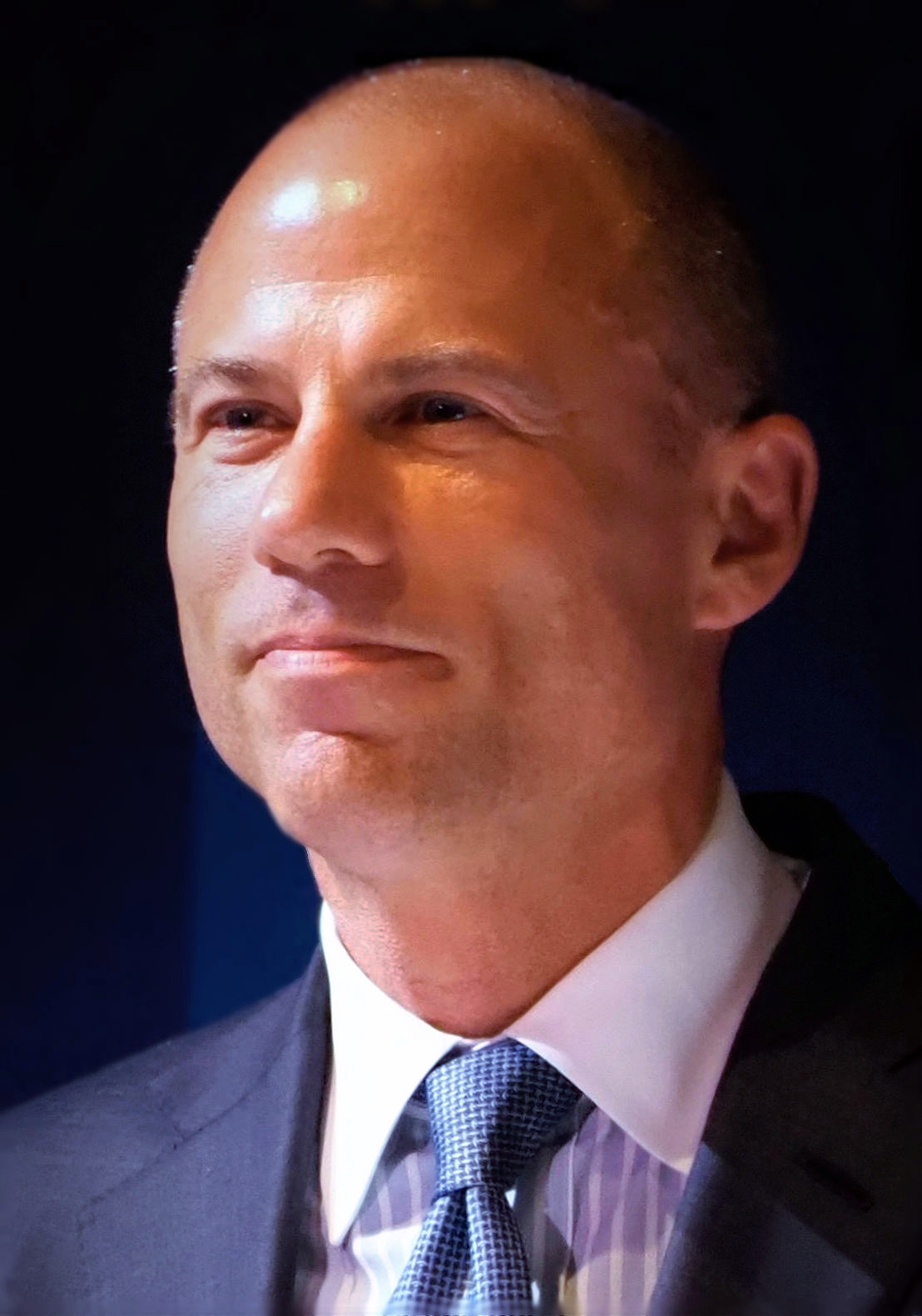
Michael Avenatti (* 1971)

- Avendaño Perea, José María (* 1957), spanischer römisch-katholischer Geistlicher und Weihbischof in Getafe
- Avendaño, Hugo (1927–1998), mexikanischer Opernsänger (Bariton)
- Avendaño, José (1912–1968), chilenischer Fußballspieler
- Avendaño, Lukas (* 1977), mexikanischer Performancekünstler, Schauspieler, Tänzer und Dichter
- Avendaño, Víctor (1907–1984), argentinischer Boxer
- Avenel, Jean-Jacques (1948–2014), französischer Jazzbassist
- Avenel, Paul (1823–1902), französischer Dichter und Romanschriftsteller
- Avener, The (* 1987), französischer DJ und Musikproduzent
- Avenhaus, Rudolf (* 1938), deutscher Physiker und Statistiker
- Aveni, Anthony (* 1938), US-amerikanischer Astronomiehistoriker
- Avenol, Joseph (1879–1952), französischer Generalsekretär des Völkerbundes
- Avenstroup, Tone (* 1963), norwegische Lyrikerin, Dramaturgin, Regisseurin und Performancekünstlerin
- Aventinus, Johannes (1477–1534), deutscher Historiker und HofhistoriographJohannes Aventinus (1477–1534)

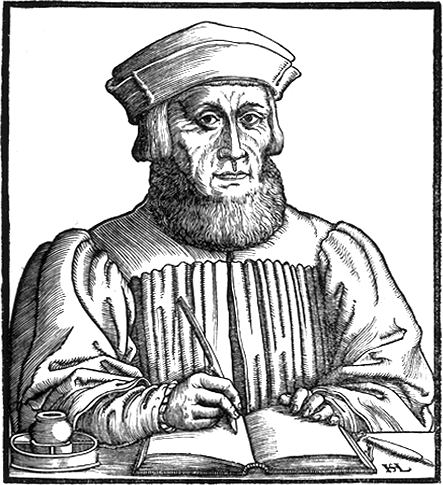
Johannes Aventinus (1477–1534)

- Avenya, William (* 1955), nigerianischer römisch-katholischer Geistlicher, Bischof von Gboko
- Average (* 1988), österreichischer Hip-Hop-Musiker
- Averaimo, Gianni (* 1964), italienischer Wasserballspieler
- Averani, Giuseppe (1662–1738), italienischer Jurist und Naturwissenschaftler
- Averardi, Nicola (1843–1924), italienischer Geistlicher und römisch-katholischer Erzbischof
- Averback, Hy (1920–1997), US-amerikanischer Film- und Fernsehregisseur, Film- und Fernsehschauspieler und Film- und Fernsehproduzent
- Averbeck, Bernhard (1874–1930), deutscher Jurist und Industrie-Manager
- Averbeck, Heinrich (1844–1889), praktischer Arzt und Kurarzt, gilt als Begründer der physikalischen Heilmethoden
- Averbeck, Horst (1900–1986), deutscher Bergwerksunternehmer, Kaufmann und Erfinder
- Averbeck-Lietz, Stefanie (* 1967), deutsche Kommunikationswissenschaftlerin
- Averberg, Theodor (1878–1973), deutscher Priester der katholischen Kirche
- Averbuch, Ilan (* 1953), israelischer Bildhauer
- Averbuch, Yael (* 1986), US-amerikanische Fußballspielerin
- Avercamp, Barent, niederländischer Maler, Zeichner und Holzhändler
- Avercamp, Hendrick († 1634), niederländischer MalerHendrick Avercamp († 1634)

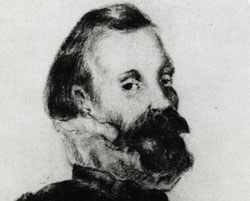
Hendrick Avercamp († 1634)

- Averçó, Lluís d’ († 1415), katalanischer Schriftsteller, Reeder und Rechtsanwalt
- Averdieck, Eduard (1810–1882), deutscher Architekt und Zimmermeister
- Averdieck, Elise (1808–1907), deutsche Schriftstellerin und Diakonissenmutter
- Averdieck, Friedrich Detlov Gustav von († 1753), preußischer Beamter
- Averdonk, Severin Anton (1766–1817), deutscher römisch-katholischer Geistlicher und Dichter
- Averdung, Joe (1903–1997), deutscher Gebrauchsgrafiker und Zeichner
- Averdunk, Gottfried (1934–2011), deutscher Tierzuchtwissenschaftler
- Averdunk, Heinrich (1840–1927), deutscher Lehrer, Geschichtsschreiber und Stadtverordneter
- Averes, Dietrich (1894–1982), deutscher Jagdflieger und Vizefeldwebel im Ersten und Zweiten Weltkrieg
- Averesch, Josef (1902–1949), deutscher Ordensgeistlicher
- Averescu, Alexandru (1859–1938), rumänischer General und Politiker
- Averett, Anthony (* 1994), US-amerikanischer American-Football-Spieler
- Averett, Thomas H. (1800–1855), amerikanischer Politiker
- Averick, Spencer, US-amerikanischer Filmeditor und Filmproduzent
- Averill, Alan, irischer Musiker
- Averill, Earl (1902–1983), US-amerikanischer Baseballspieler
- Averill, John T. (1825–1889), US-amerikanischer Politiker
- Averill, Meredith (* 1982), US-amerikanische Drehbuchautorin und Fernsehproduzentin
- Averill, Roger (1809–1883), US-amerikanischer Politiker
- Averitt, Paul (1923–2001), US-amerikanischer Soldat der US Army
- Averkamp, Anton (1861–1934), niederländischer Chorleiter und Komponist
- Averkamp, Ludwig (1927–2013), deutscher Geistlicher, römisch-katholischer Erzbischof von Hamburg
- Averkamp, Nicole, deutsche Schauspielerin und Hörspielsprecherin
- Averkamp, Sophie (* 1985), deutsche Regisseurin
- Averkorn, Raphaela (* 1961), deutsche Historikerin
- Avermaete, Tom (* 1971), belgischer Architekt, Architekturhistoriker und -theoretiker
- Averoff, Evangelos (1910–1990), griechischer Politiker und mehrfacher Verteidigungs- sowie Außenminister
- Averoff, Georgios (1818–1899), griechischer Philanthrop
- Avérous, Gil (* 1973), französischer Politiker
- Averro (* 1990), deutscher DJ und Musikproduzent
- Averroes (1126–1198), arabischer Philosoph, ArztAverroes (1126–1198)

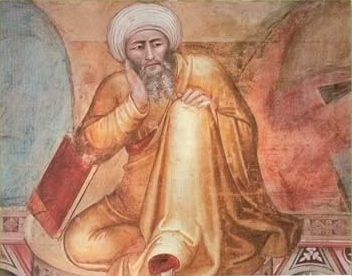
Averroes (1126–1198)

- Aversa, Giuseppe (1862–1917), italienischer Priester, Apostolischer Nuntius
- Avertin von Tours, Heiliger; Diakon; Einsiedler
- Averty, Jean-Christophe (1928–2017), französischer Regisseur und Fernsehmacher
- Averwald, Käthe (* 1931), deutsche Übersetzerin und Mundartschriftstellerin
- Averwerser, Yvonne (* 1970), deutsche Politikerin (CDU), MdBB
- Avery Storm (* 1981), US-amerikanischer R&B-Sänger, Musikproduzent und Songwriter
- Avery, Byllye (* 1937), US-amerikanische Frauenrechtlerin und Sozialreformerin
- Avery, Charles (1795–1883), US-amerikanischer Chemiker
- Avery, Charles (1873–1926), US-amerikanischer Schauspieler, Regisseur und Drehbuchautor
- Avery, Charles (* 1940), Kunsthistoriker und Skulpturenexperte
- Avery, Charles (* 1973), schottischer Künstler
- Avery, Clinton (* 1987), neuseeländischer Radrennfahrer
- Avery, Daniel (1766–1842), US-amerikanischer Politiker
- Avery, Duane, US-amerikanischer Schauspieler und Synchronsprecher
- Avery, Ellis (1972–2019), US-amerikanischer Autor
- Avery, Eric (* 1965), US-amerikanischer Bassist und Gitarrist
- Avery, George (1925–2006), australischer Dreispringer
- Avery, George (1927–2004), US-amerikanischer Germanist
- Avery, Gillian (1926–2016), britische Literaturwissenschaftlerin und Kinderbuchautorin
- Avery, James (1937–2009), amerikanisch-deutscher Pianist und Dirigent
- Avery, James (1945–2013), US-amerikanischer SchauspielerJames Avery (1945–2013)

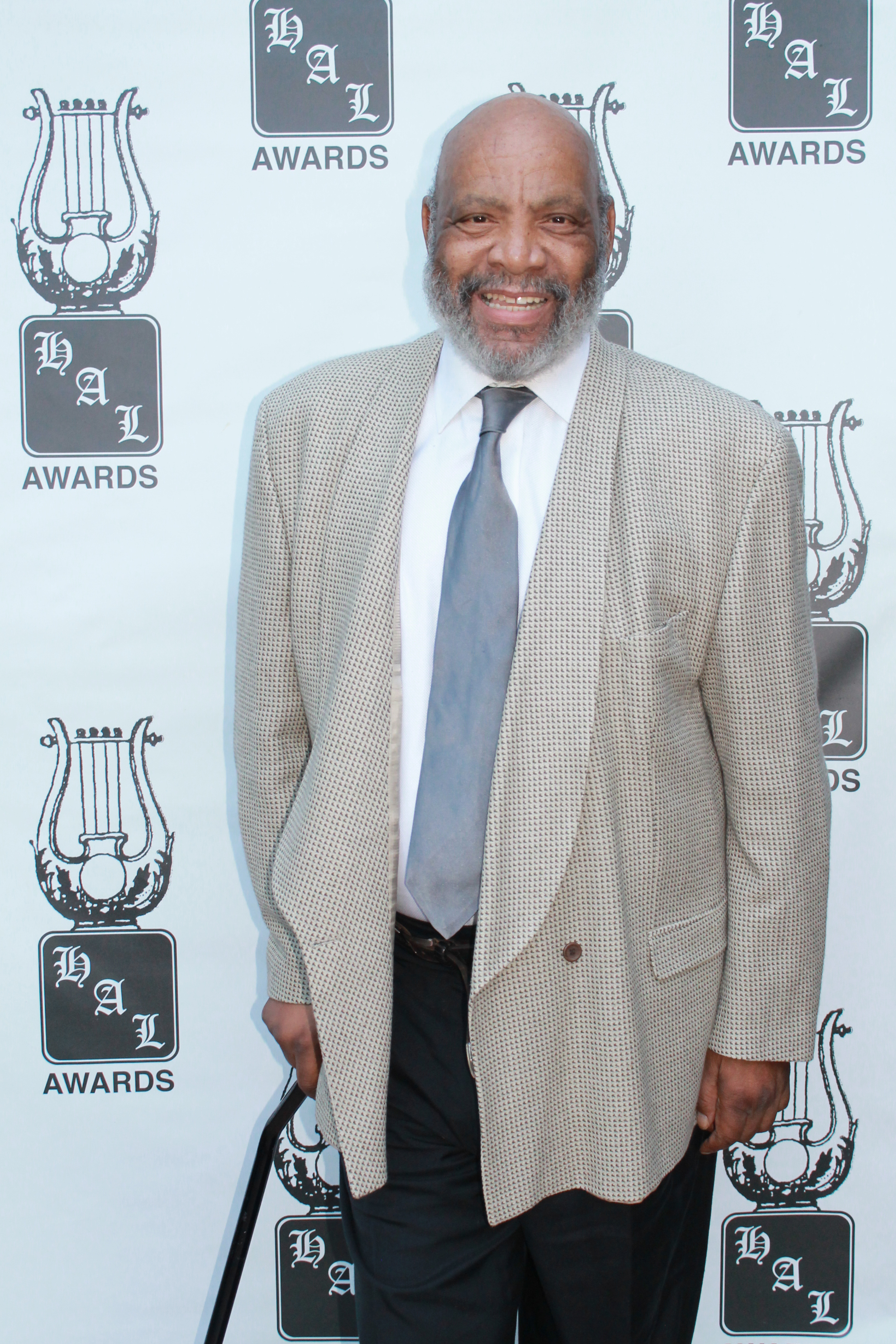
James Avery (1945–2013)

- Avery, John (1824–1914), US-amerikanischer Politiker
- Avery, Julius, australischer Regisseur und Drehbuchautor
- Avery, Lloyd II (1969–2005), US-amerikanischer Schauspieler
- Avery, Margaret (* 1944), US-amerikanische Schauspielerin und Sängerin
- Avery, Mark (* 1958), britischer Sachbuchautor, Blogger und Naturschützer
- Avery, Mary Ellen (1927–2011), US-amerikanische Medizinerin
- Avery, Mikel Patrick (* 1982), US-amerikanischer Jazzmusiker (Schlagzeug, Komposition)
- Avery, Milton (1885–1965), US-amerikanischer Maler
- Avery, Oswald (1877–1955), kanadischer Mediziner
- Avery, Phyllis (1922–2011), US-amerikanische Schauspielerin
- Avery, Ray (1920–2002), US-amerikanischer Jazz-Fotograf und Schallplattenhändler
- Avery, Richard Stanton (1907–1997), amerikanischer Erfinder, Gründer der Avery Dennison Corporation
- Avery, Samuel Putnam (1822–1904), US-amerikanischer Künstler, Kunsthändler und Mäzen
- Avery, Sean (* 1980), kanadischer Eishockeyspieler
- Avery, Shondrella (* 1971), US-amerikanische Schauspielerin
- Avery, Sid (1918–2002), amerikanischer Fotograf
- Avery, Stephen Morehouse (1893–1948), US-amerikanischer Schriftsteller und Drehbuchautor
- Avery, Steven (* 1962), US-amerikanischer Straftäter
- Avery, Teodross (* 1973), US-amerikanischer Jazzmusiker
- Avery, Tex (1908–1980), US-amerikanischer Regisseur und Zeichner von ZeichentrickfilmenTex Avery (1908–1980)

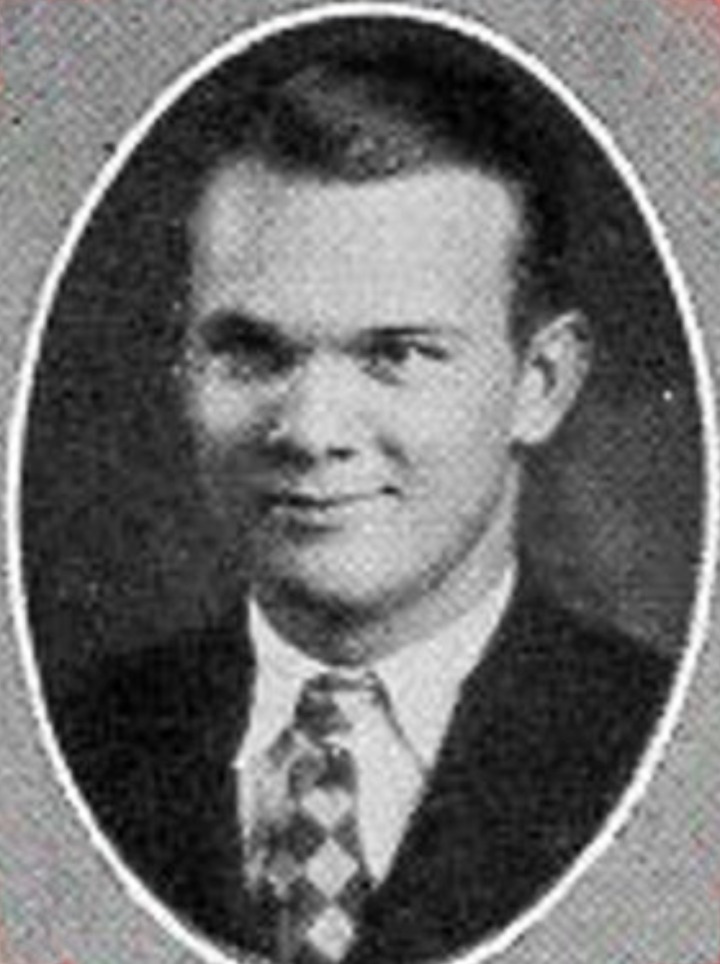
Tex Avery (1908–1980)

- Avery, Val (1924–2009), US-amerikanischer Schauspieler
- Avery, William (* 1979), US-amerikanischer Basketballspieler
- Avery, William H. (1911–2009), US-amerikanischer Politiker
- Avery, William Tecumsah (1819–1880), US-amerikanischer Politiker
- Avery, William Waightstill (1816–1864), US-amerikanischer Politiker
- Avesani, Gioacchino (1741–1818), italienischer Jesuit, Lehrer und Dichter
- Avesnes, Samir Bertin d’ (* 1986), komorischer Fußballspieler
- Avest, Berthil ter (* 1970), niederländischer Fußballspieler
- Avest, Hidde ter (* 1997), niederländischer Fußballspieler
- Avetaranian, Johannes (1861–1919), evangelischer Missionar in China und Bulgarien
- Avetik von Tokat (1657–1711), armenischer Patriarch
- Avetisyan, Angela (* 1988), armenisch-russische Jazzmusikerin
- Avetisyan, Liparit (* 1990), armenischer Opernsänger (Tenor)
- Avevor, Christopher (* 1992), deutscher Fußballspieler
- Avey, Bobby (* 1985), US-amerikanischer Jazzpianist, Komponist und Arrangeur
- Aveyard, Victoria (* 1990), US-amerikanische Autorin für Jugendbücher
- Avezou, Sam (* 2001), französischer Sportkletterer
- Avezou, Zélia (* 2004), französische Sportkletterin
- Avezzana, Giuseppe (1797–1879), italienischer General

### Avg
- Avgerinos, Britta C. (* 1938), deutsche Schriftstellerin und Psychotherapeutin
- Avgeropoulos, Marie (* 1986), kanadische SchauspielerinMarie Avgeropoulos (* 1986)

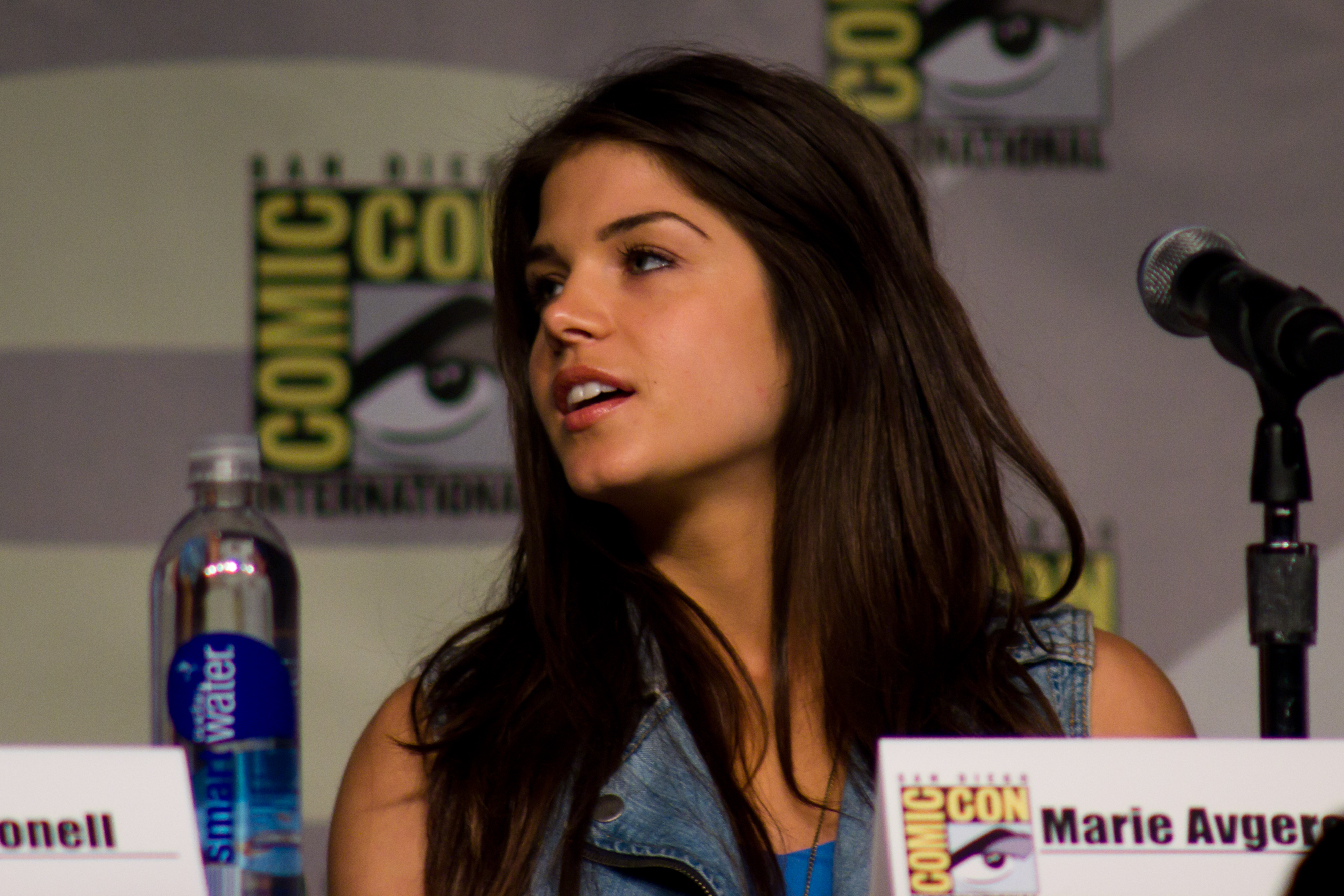
Marie Avgeropoulos (* 1986)

- Avgoustakis, Katerine (* 1983), belgische Sängerin
- Avgousti, Sofronis (* 1977), zyprischer Fußballspieler
- Avgoustinou, Stavros (* 1998), zyprischer Sprinter
- Avgustini, Lucjan (1963–2016), jugoslawischer, römisch-katholischer Geistlicher, Bischof von Sapa

### Avi
- Avi-Yonah, Eva (1921–2011), israelische Lyrikerin, Malerin und Zeichenlehrerin
- Avi-Yonah, Michael (1904–1974), israelischer Archäologe
- Avia, Brajan (* 2007), nordmazedonischer Leichtathlet
- Aviano, Marco d’ (1631–1699), Kapuziner, Prediger, Seliger
- Avianus, römischer Dichter (um 400 n. Chr.)
- Avianus, Johannes († 1617), deutscher Dramatiker, Musiktheoretiker, evangelischer Pfarrer und Lehrer
- Avianus, Wilhelm († 1636), deutscher Naturwissenschaftler und Mathematiker
- Aviat, Jules-Charles (1844–1931), französischer Porträts- und Landschaftsmaler
- Aviat, Leonie (1844–1914), Ordensschwester
- Avice, Edwige (* 1945), französische Politikerin (PS)
- Avicenna († 1037), persischer Arzt, Philosoph, Theologe, Physiker, Mathematiker und Wissenschaftler
- Avicii (1989–2018), schwedischer DJ, Remixer und MusikproduzentAvicii (1989–2018)

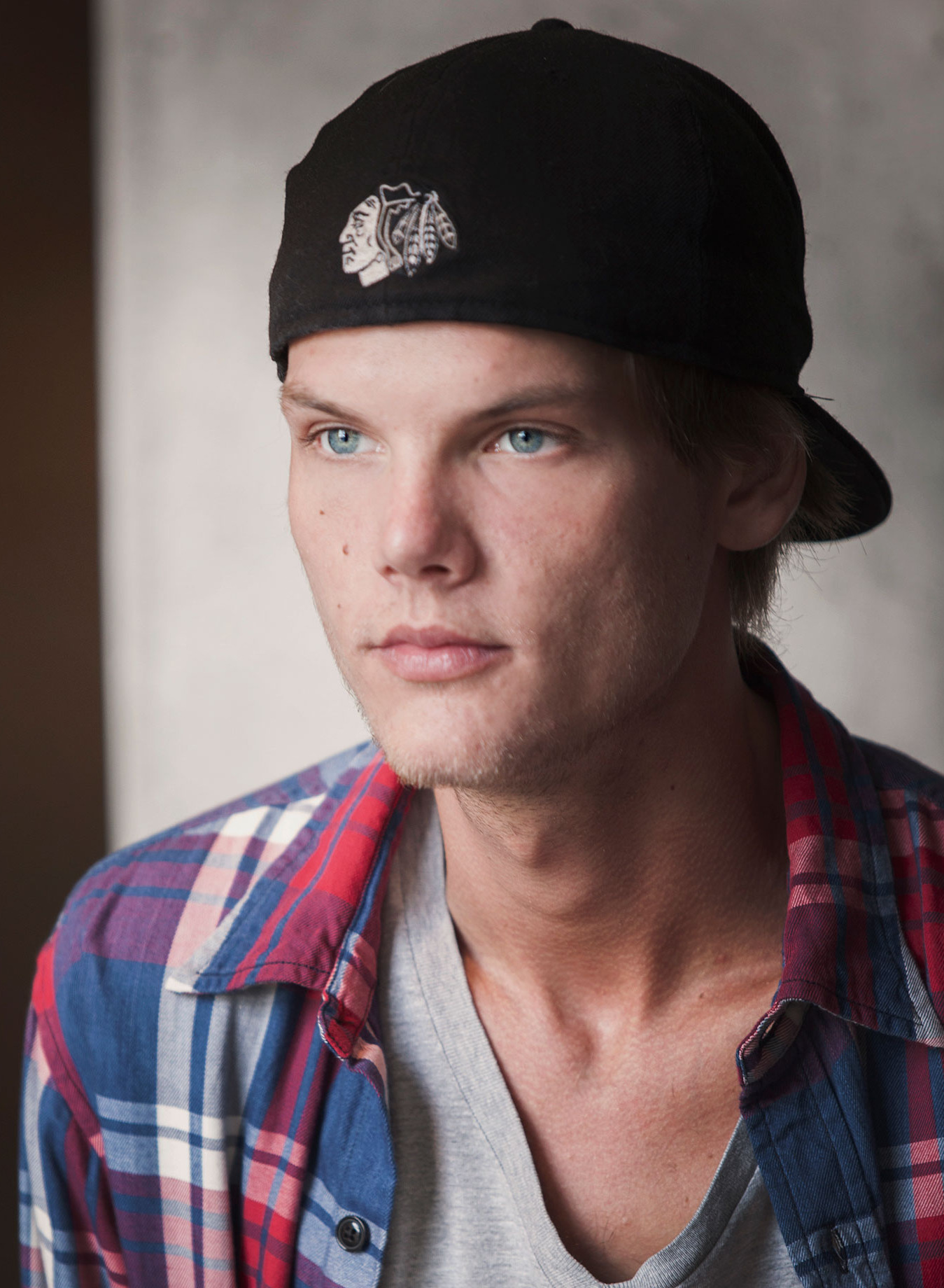
Avicii (1989–2018)

- Avidan, Asaf (* 1980), israelischer Folkrock-Musiker
- Avidan, David (1934–1995), israelischer Schriftsteller
- Avidan, Igal (* 1962), deutsch-israelischer Autor und freier Journalist
- Avidar, Yosef (1906–1995), israelischer Generalmajor, Botschafter in Argentinien und der Sowjetunion
- Avidar-Tchernovitz, Yemima (1909–1998), israelische Kinderbuchautorin
- Avide, Aveleen (* 1965), deutsche Erotik-Autorin, Bloggerin, Journalistin und Shopping-Beraterin
- Avidius Cassius († 175), römischer Militär und Angehöriger des römischen Senats
- Avidius Celer Fiscillinus Firmus, Gnaeus, römischer Statthalter
- Avidius Quietus, Titus, Konsul 111
- Avidius Quietus, Titus, Konsul 93
- Avidom, Menachem (1908–1995), israelischer Komponist
- Avidor, Yuval (* 1986), israelischer Fußballspieler
- Ávidos, Florentino (1870–1956), brasilianischer Ingenieur und Politiker
- Avidov, Jitzchak (1917–2005), jüdischer WiderstandskämpferJitzchak Avidov (1917–2005)

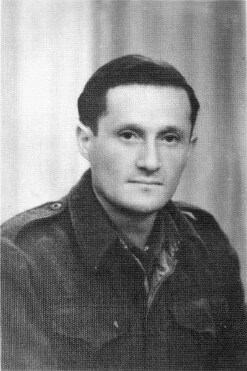
Jitzchak Avidov (1917–2005)

- Avidzba, Meri (1917–1986), sowjetische Militärpilotin und Navigatorin
- Avienus, lateinischer Dichter
- Avieny, Wilhelm (1897–1983), deutscher Wirtschaftsfunktionär und NSDAP-Gauwirtschaftsberater
- Avigad, Nahman (1905–1992), israelischer Archäologe und Epigraphiker
- Avigdor Kohen ben Elija, Talmudgelehrter im Italien und Österreich
- Avignon, Jim, deutscher Künstler und Maler
- Avigur, Schaul (1899–1978), jüdischer Geheimdienstmitarbeiter und Politiker
- Avihingsanon, Suppanyu (* 1989), thailändischer Badmintonspieler
- Åvik, Bruno (* 1940), schwedischer Skilangläufer
- Avil, Hollie (* 1990), englische Triathletin
- Ávila Beltrán, Sandra (* 1960), mexikanische Drogenbaronin
- Ávila Bonastre, Neus (* 1971), spanische Tennisspielerin
- Ávila Camacho, Manuel (1897–1955), mexikanischer Politiker, Präsident Mexikos (1940–1946)
- Ávila Camacho, Maximino (1891–1945), mexikanischer Militär und Politiker
- Ávila del Águila, Jorge Mario (1924–2008), guatemaltekischer Geistlicher, römisch-katholischer Bischof von Jalapa, Guatemala
- Ávila Laurel, Juan Tomás (* 1966), äquatorialguineischer Schriftsteller und Dichter
- Ávila Pinto, Renata (* 1981), guatemaltekische Rechtsanwältin, internationale Aktivistin für Digital Rights
- Avila Sanchez, Luis (* 2005), deutscher WasserspringerLuis Avila Sanchez (* 2005)

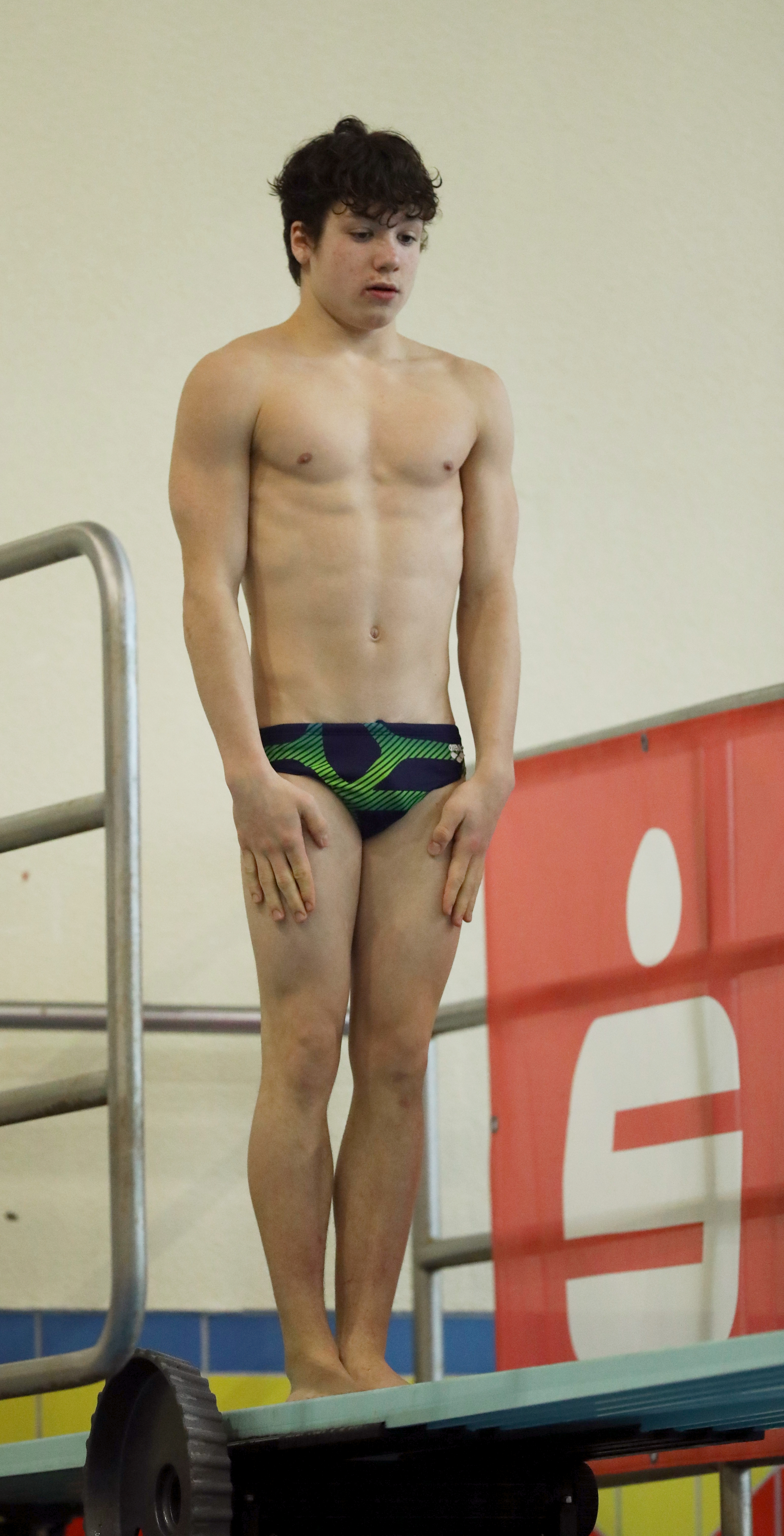
Luis Avila Sanchez (* 2005)

- Ávila y Zúñiga, Luis de († 1573), spanischer Diplomat, Feldherr und Geschichtsschreiber
- Ávila y Zúñiga, Pedro de (1489–1579), spanischer Diplomat, Botschafter Spaniens in England
- Ávila, Affonso (1928–2012), brasilianischer Journalist und Schriftsteller
- Ávila, Alfredo (* 1991), mexikanischer Squashspieler
- Ávila, António José de (1806–1881), konservativer Politiker aus der Zeit der konstitutionellen Monarchie in Portugal
- Ávila, Antony de (* 1962), kolumbianischer Fußballspieler
- Ávila, Artur (* 1979), brasilianischer MathematikerArtur Ávila (* 1979)

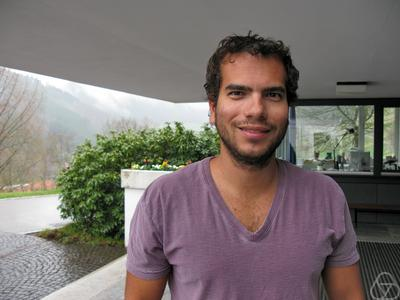
Artur Ávila (* 1979)

- Ávila, Arturo Ramón (1885–1951), salvadorianischer Politiker und Diplomat
- Ávila, Carlos (* 1964), argentinischer Geistlicher, Apostolischer Superior von Tadschikistan
- Ávila, Carlos De (* 1954), uruguayischer Fußballspieler
- Ávila, Carlos Lobo de (1860–1895), portugiesischer Aristokrat, Politiker, Journalist und Schriftsteller
- Ávila, Ceiber (* 1989), kolumbianischer Boxer im Fliegengewicht
- Ávila, Danny (* 1995), spanischer DJ im Bereich House und Electro-House
- Ávila, Edwin (* 1989), kolumbianischer Radrennfahrer
- Ávila, Eliécer (* 1985), kubanischer Informatiker und Dissident
- Ávila, Enrique (1930–2017), spanischer Schauspieler
- Avila, Eric (* 1987), US-amerikanischer Fußballspieler
- Ávila, Ezequiel (* 1994), argentinischer Fußballspieler
- Ávila, Fernando Bastos de (1918–2010), brasilianischer Ordensgeistlicher, Schriftsteller und Hochschullehrer
- Ávila, Geraldo do Espírito Santo (1929–2005), brasilianischer Geistlicher und Militärerzbischof von Brasilien
- Ávila, Geraldo Severo de Souza (1933–2010), brasilianischer Mathematiker und Hochschullehrer
- Avila, Gianni, belizische Diplomatin
- Ávila, Guillermo (* 1960), Skirennläufer
- Ávila, Gustavo Bryan (* 1997), kubanischer Volleyballspieler
- Ávila, Ignacio (1910–1980), mexikanischer Fußballspieler und -trainer
- Ávila, Juan Carlos (* 1973), kolumbianischer Politiker
- Avila, Juan Enrique (1892–1968), salvadorianischer Schriftsteller
- Ávila, Luciano Javier (* 1965), argentinischer Herpetologe und Biologe
- Ávila, Manuela d’ (* 1981), brasilianische Journalistin und Politikerin
- Ávila, Marcos (* 1983), chilenischer Fußballspieler
- Ávila, Moisés (* 1974), chilenischer Fußballspieler
- Ávila, Norberto (1936–2022), portugiesischer Dramatiker, Romancier, Lyriker und Übersetzer
- Ávila, Ricardo (* 1997), panamaischer Fußballspieler
- Ávila, Robson Waldemar (* 1978), brasilianischer Herpetologe und Biologe
- Ávila, Rodrigo (* 1964), salvadorianischer Politiker
- Avila, Sancho d’ (1523–1583), spanischer General im Achtzigjährigen Krieg
- Ávila, Sergio (* 1985), mexikanischer Fußballspieler
- Ávila-Pires, Fernando Dias de (* 1933), brasilianischer Mammaloge, Pathologe und Hochschullehrer
- Ávila-Pires, Teresa C. S. (* 1955), brasilianische Herpetologin
- Avilán, Francisco (1947–2021), mexikanischer Fußballspieler und -trainer
- Avildsen, Ash (* 1981), US-amerikanischer Musikunternehmer, Eventmanager und Filmregisseur
- Avildsen, John G. (1935–2017), US-amerikanischer Filmregisseur, Filmeditor und Kameramann
- Aviler, Augustin-Charles d’ (1653–1701), französischer Architekt
- Avilés Pareja, José María (1816–1874), ecuadorianischer Politiker
- Avilés Pérez, Pedro († 1978), mexikanischer Drogenhändler
- Avilés, Carmen (* 2002), spanische Sprinterin
- Avilés, Gabriel de (1735–1810), spanischer Offizier und Kolonialverwalter in Südamerika
- Avilés, Ignacio (* 1992), uruguayischer Fußballspieler
- Avilés, Lila (* 1982), mexikanische Filmregisseurin, Drehbuchautorin, Filmproduzentin und Schauspielerin
- Avilés, Lucho (1938–2019), uruguayischer Showmaster
- Avilés, Luis (* 2002), mexikanischer Sprinter
- Avilés, Mario Alberto (* 1969), mexikanischer Ordensgeistlicher, römisch-katholischer Weihbischof in Brownsville
- Avilés, Moisés (1909–1972), chilenischer Fußballspieler
- Avilés, Óscar (1924–2014), peruanischer Sänger und Gitarrist, Komponist und Arrangeur
- Aviles, Rick (1952–1995), US-amerikanischer Stand-up-Comedian und Schauspieler
- Avilés, Vitín (1930–2004), puerto-ricanischer Sänger
- Avilius von Alexandria († 95), Bischof von Alexandria, Heiliger
- Avillius Maximus, Gaius, römischer Offizier (Kaiserzeit)
- Avillius Urinatius Quadratus, Aulus, römischer Suffektkonsul (156)
- Avimor, Shimon (1913–1994), deutsch-israelischer Diplomat und Autor
- Avinel, Cédric (* 1986), französischer Fußballspieler
- Aviner, Schlomo (* 1943), israelischer Geistlicher, Dekan der Ateret Kohanim in Jerusalem und Rabbiner von Bet ElSchlomo Aviner (* 1943)

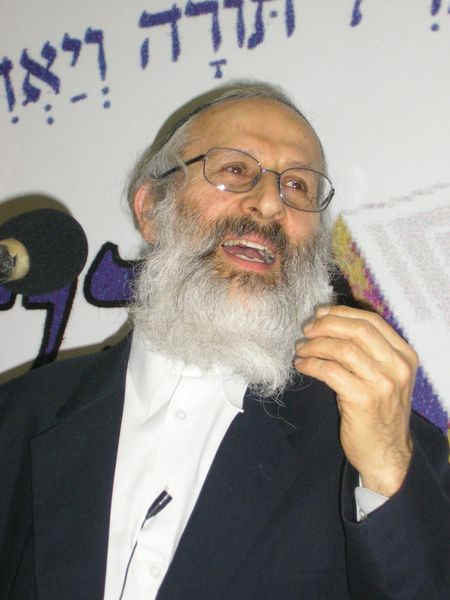
Schlomo Aviner (* 1943)

- Avineri, Shlomo (1933–2023), israelischer Politikwissenschaftler, Professor an der Hebräischen Universität von Jerusalem
- Aviñó Soler, Andrés (1914–2006), kubanischer Diplomat
- Avio, Ludovico (1932–1996), argentinischer Fußballspieler
- Aviola, Acilius, römischer Militär der frühen Kaiserzeit
- Aviram, Romi (* 2003), israelische Schauspielerin
- Aviram, Zvi (1927–2020), israelischer Holocaust-Überlebender und Autor
- Avis, Charlie (* 1991), US-amerikanischer Straßenradrennfahrer
- Avis, Johann Jacob d’ (1799–1857), hessischer Kaufmann und Abgeordneter
- Avis, Paul (* 1947), britischer anglikanischer Priester, Theologe, Ökumeniker und Autor
- Avis, Samuel B. (1872–1924), US-amerikanischer Politiker
- Avishai, Yonathan (* 1977), israelischer Jazzmusiker (Piano, Komposition)
- Avison, Charles († 1770), englischer Komponist
- Avison, Margaret (1918–2007), kanadische Schriftstellerin
- Avissar, Eitan (1892–1964), österreichisch-israelischer Soldat
- Avitabile, Enzo (* 1955), italienischer Musiker
- Avitabile, Franck (* 1971), französischer Jazz-Pianist
- Avitabile, Giuseppe (1920–2010), italienischer Diplomat
- Avitabile, Paolo (1791–1850), italienischer General, Abenteuer und Gouverneur von Peschawar
- Avital, Avi (* 1978), israelischer MandolinistAvi Avital (* 1978)

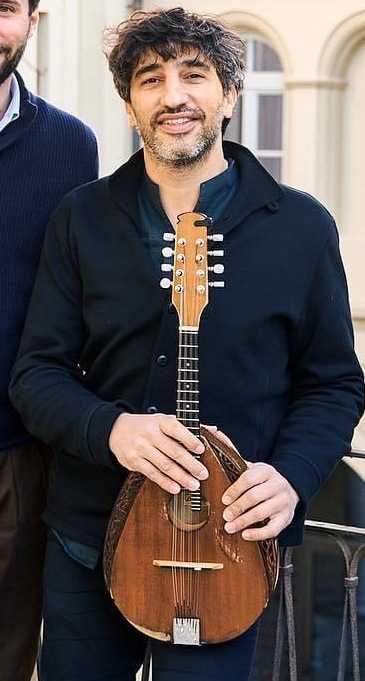
Avi Avital (* 1978)

- Avital, Colette (* 1939), israelische Diplomatin, Politikerin und Knessetabgeordnete
- Avital, Mili (* 1972), israelische Film- und Theaterschauspielerin
- Avital, Omer (* 1971), israelischer Jazz-Musiker und Komponist
- Avital, Ora (* 1960), israelische bildende Künstlerin
- Avital, Solo (* 1968), israelischer Filmemacher, Musiker und Unternehmer
- Avital, Yuval (* 1977), israelischer Künstler, Gitarrist und Komponist
- Avitia, Mariana (* 1993), mexikanische Bogenschützin
- Avitrano, Giuseppe († 1756), italienischer Violinist und Komponist des Barock
- Avitus († 457), weströmischer Kaiser
- Avitus von Vienne († 518), spätantiker Bischof, Heiliger der römisch-katholischen Kirche und Autor
- Avitus, Lucius Baebius, römischer Offizier (Kaiserzeit)
- Avity, Pierre d’ (1573–1635), französischer Adliger, Offizier und Autor
- Aviv, Nurith (* 1945), israelische Kamerafrau und Regisseurin
- Avivi, Eli (1930–2018), israelischer Seemann, Hippie, Aktfotograf und 1971 der Gründer des Projekts Achsivland
- Avižienis, Algirdas Antanas (* 1932), litauischer Informatiker
- Avižonis, Petras (1875–1939), litauischer Augenarzt

### Avl
- Avlichos, Georgios (1842–1909), griechischer Maler
- Avlon, John (* 1973), US-amerikanischer Journalist, Autor und Politiker
- Avlonitis, Anastasios (* 1990), griechischer Fußballspieler
- Avloniy, Abdulla (1874–1934), usbekischer Schriftsteller
- Avlonyalı Mehmet Ferit Pascha (1851–1914), osmanischer Politiker und Großwesir (1903–1908)
- Avluca, Nazmi (* 1976), türkischer Ringer
- Avluv, Veronica (* 1972), US-amerikanische PornodarstellerinVeronica Avluv (* 1972)

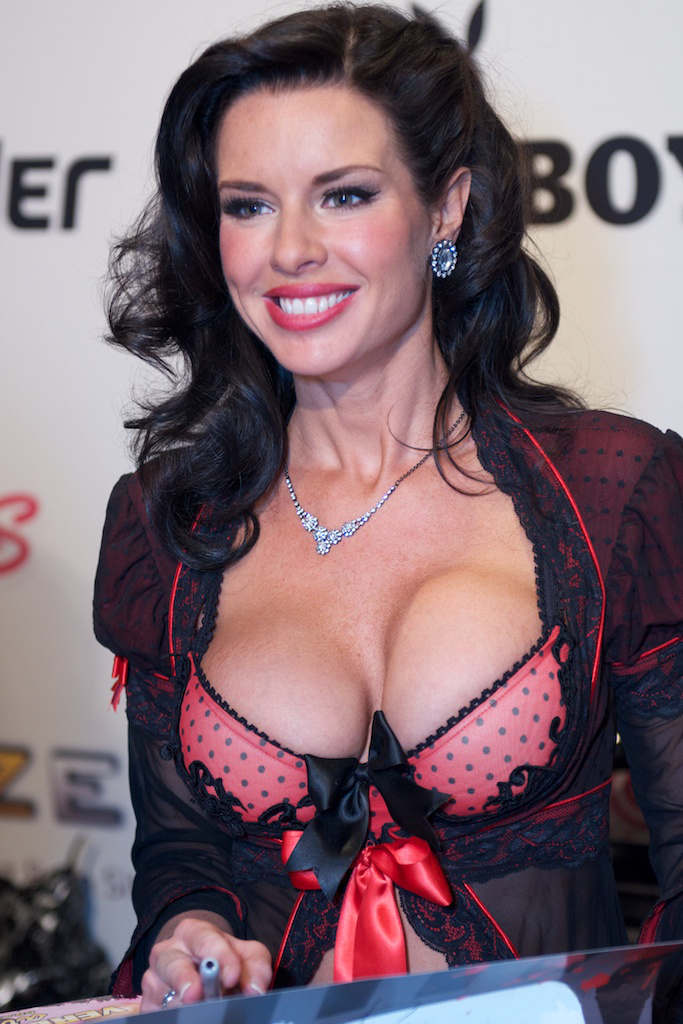
Veronica Avluv (* 1972)

### Avn
- Avner, Uri (1941–2014), israelischer Schachkomponist
- Avner, Yehuda (1928–2015), israelischer Diplomat
- Avneri, Tal (* 1985), US-amerikanisch-israelischer Eishockeyspieler
- Avnery, Rachel (1932–2011), israelische Friedensaktivistin
- Avnery, Uri (1923–2018), israelischer Journalist, Schriftsteller und Friedensaktivist
- Avnet, Jon (* 1949), US-amerikanischer Filmregisseur und Filmproduzent
- Avni, Aki (* 1967), israelischer Schauspieler
- Avni, Bar (* 1989), israelische Dirigentin
- Avni, Tzvi (* 1927), israelischer Komponist

### Avo
- Avo († 880), Abt von Corvey
- Avoe, Yaa (* 1982), ghanaische Fußballspielerin
- Avogadri, Walter (* 1948), italienischer Radrennfahrer
- Avogadro, Amedeo (1776–1856), italienischer Physiker und ChemikerAmedeo Avogadro (1776–1856)

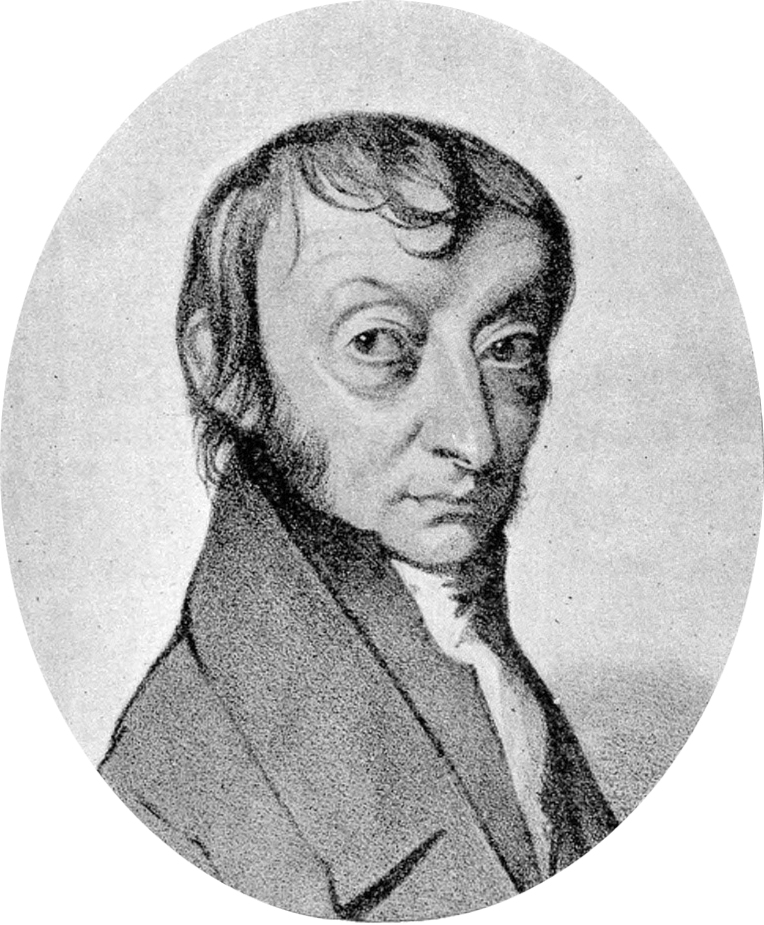
Amedeo Avogadro (1776–1856)

- Avogadro, Oscar (1951–2010), italienischer Liedtexter und Drehbuchautor
- Avoglio, Christina Maria, Opernsängerin (Sopran), Händel-Interpretin
- Avola, Giorgio (* 1989), italienischer Florettfechter und Olympiasieger
- Avolio, Bruce (* 1953), US-amerikanischer Psychologe
- Avolio, Corrado (1843–1905), italienischer Romanist und Dialektologe
- Avondano, Pedro (1714–1782), portugiesischer Komponist und Violinist
- Avondetto, Simone (* 2000), italienischer Radrennfahrer
- Avonius Saturninus, römischer Offizier (Kaiserzeit)
- Avont, Pieter van (1600–1652), flämischer Maler
- Avoscani, Pietro (1816–1891), italienischer Architekt
- Avossa, Giuseppe (1708–1796), italienischer Komponist
- Avouris, Phaedon (* 1945), griechisch-US-amerikanischer Chemiker

### Avr
- Avraam, Andreas (* 1987), zyprischer Fußballspieler
- Avraam, Ioanna, zyprische Balletttänzerin
- Avraamidou, Maria (* 1993), zypriotische Badmintonspielerin
- Avraham, Ruchama (* 1964), israelische Politikerin
- Avrakotos, Gust (1938–2005), US-amerikanischer Verbindungsoffizier und Abteilungsleiter der CIA
- Avram, Ana-Maria (1961–2017), rumänische Komponistin
- Avram, Arina (* 1961), rumänische Schriftstellerin und Journalistin
- Avram, Carmen (* 1966), rumänische Politikerin (PSD), MdEP
- Avram, Cristea (1931–1989), rumänischer Schauspieler
- Avram, Henriette (1919–2006), US-amerikanische Programmiererin und Bibliothekarin
- Avram, Ioan (* 1931), rumänischer Politiker (PCR)
- Avram, Marcel (* 1938), deutscher Konzert- und Tourneeveranstalter
- Avram, Sorin (1943–2015), rumänischer Fußballspieler und -trainer
- Avramea, Anna (1934–2008), griechische Byzantinistin und historische Geographin
- Avramescu, Gheorghe (1888–1945), rumänischer Offizier, zuletzt Generalleutnant im Zweiten Weltkrieg
- Avramidis, Annemarie (1939–2013), österreichische Bildhauerin
- Avramidis, Joannis (1922–2016), österreichischer Bildhauer
- Avramidou, Anastasia (* 2000), griechische Schachspielerin
- Avramopoulos, Dimitris (* 1953), griechischer Politiker und EU-Kommissar
- Avramov, Smilja (1918–2018), jugoslawische bzw. serbische RechtswissenschaftlerinSmilja Avramov (1918–2018)

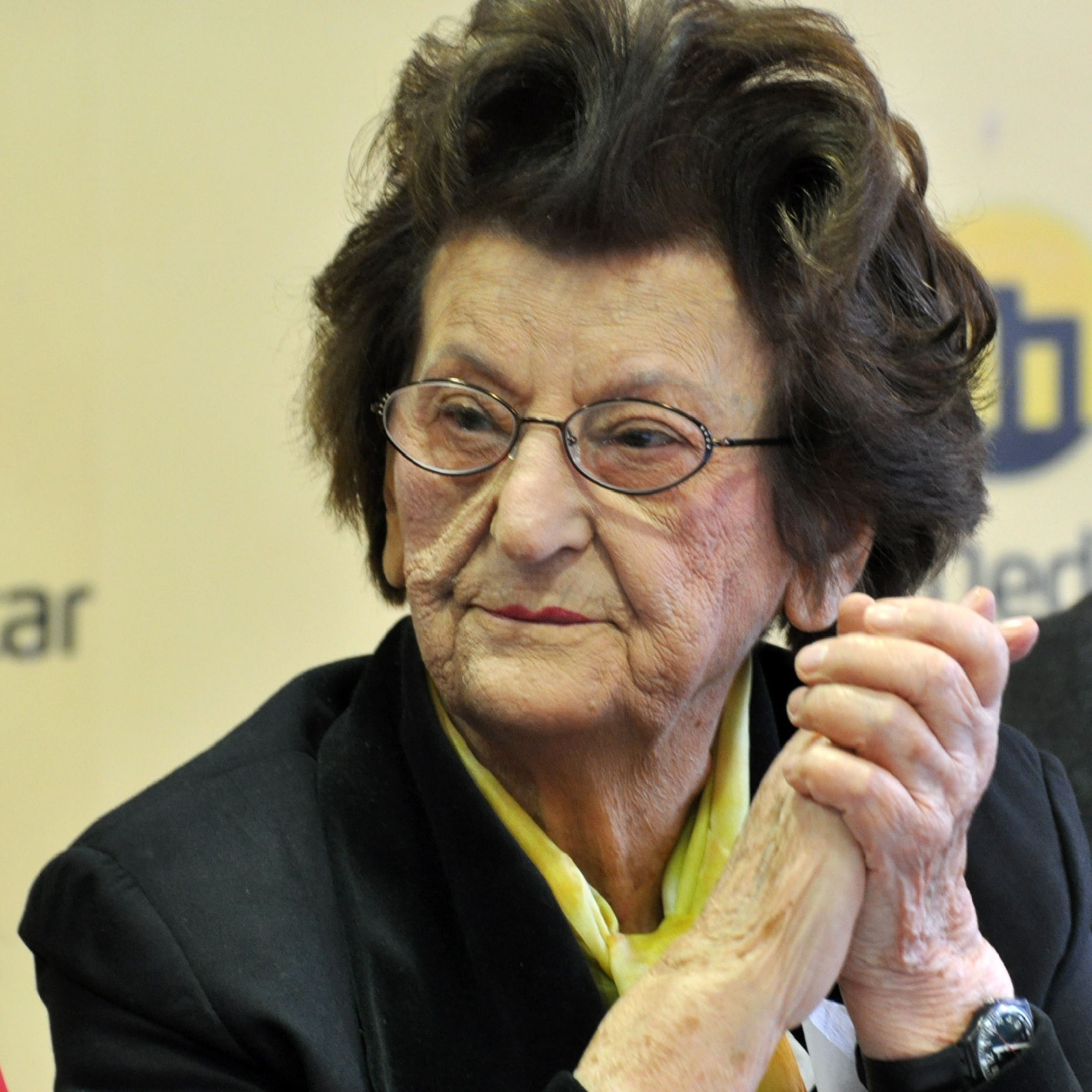
Smilja Avramov (1918–2018)

- Avramov, Vlada (* 1979), serbischer Fußballtorhüter
- Avramova, Borka (1924–1993), jugoslawische Bildhauerin
- Avramović, Bojan (* 1997), serbischer Fußballspieler
- Avramović, Dragoslav (1919–2001), jugoslawischer bzw. serbischer Ökonom und Politiker
- Avramović, Ivica (* 1976), serbischer Fußballspieler
- Avramović, Sima (* 1950), serbischer Jurist und Rechtshistoriker
- Avramovski, Daniel (* 1995), mazedonischer Fußballspieler
- Avranches, Richard d’, 2. Earl of Chester (1094–1120), Sohn von Hugh d’Avranches, 1. Earl of Chester
- Avrange d’Haugéranville, François Charles d’ (1782–1827), französischer General der Kavallerie
- Avrange d’Haugéranville, François d’ (1745–1823), französischer Maréchal de camp
- Avrich, Paul (1931–2006), US-amerikanischer Historiker
- Avriel, Ehud (1917–1980), israelischer Politiker
- Avril de Sainte-Croix, Adrienne (1855–1939), französische Abolitionistin und Feministin
- Avril, Cliff (* 1986), US-amerikanischer Footballspieler
- Avril, Édouard-Henri (1849–1928), französischer Maler und GrafikerÉdouard-Henri Avril (1849–1928)

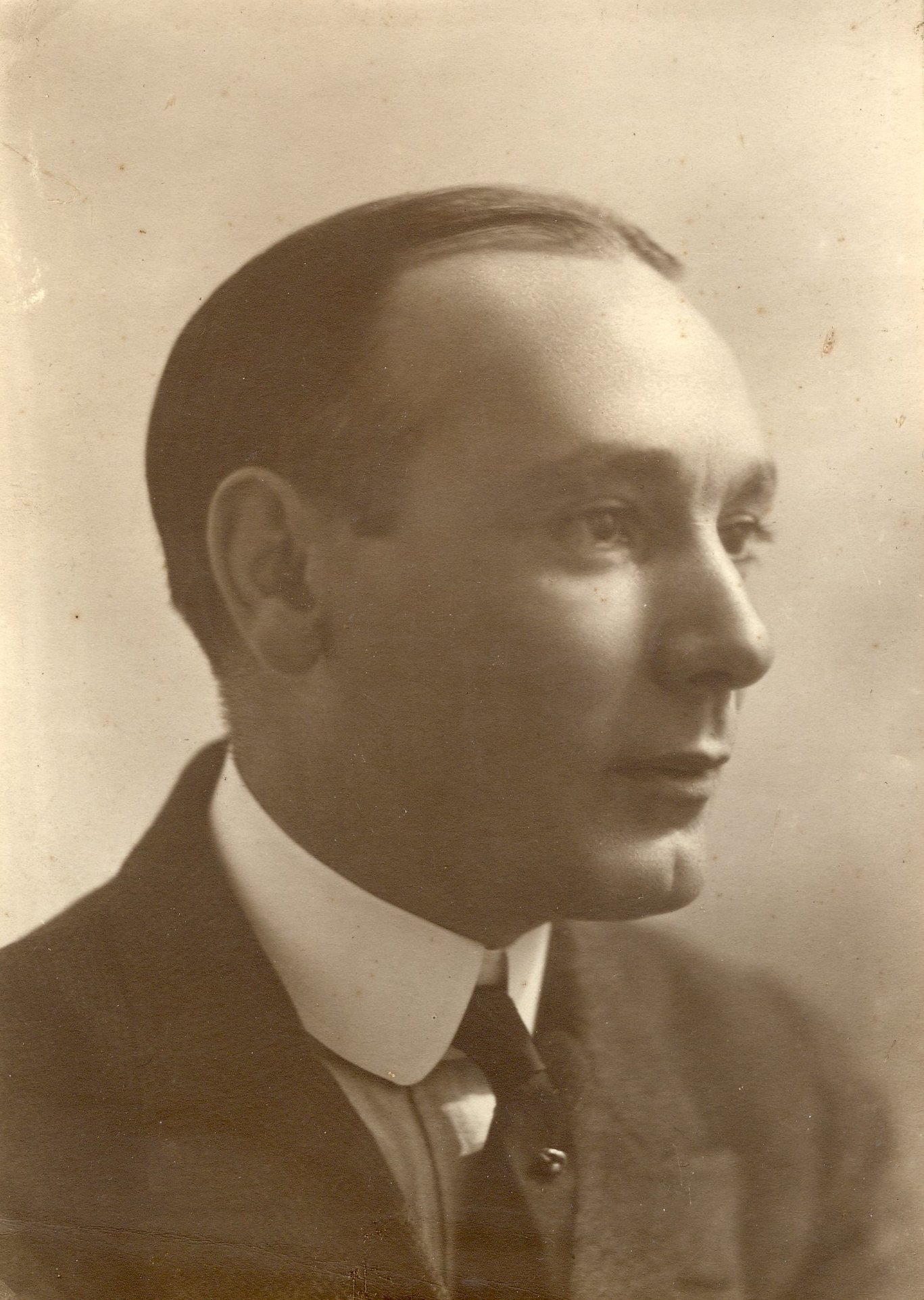
Édouard-Henri Avril (1849–1928)

- Avril, Jacky (* 1964), französischer Kanute
- Avril, Jane (1868–1943), französische Tänzerin
- Avril, Joseph-Toussaint (1778–1841), französischer Provenzalist und Lexikograf
- Avril, Louis (1807–1878), französischer Abgeordneter
- Avril, Philipp (* 1866), deutscher Architekt
- Avril, Philippe (1654–1698), französischer Jesuit
- Avril, Prosper (* 1937), haitianischer Staatspräsident
- Avrillon, Camille, französischer Radrennfahrer
- Avrohom Eliyahu Kaplan (1889–1924), Rektor des Rabbinerseminars zu Berlin
- Avron, Joseph (* 1948), israelischer mathematischer Physiker

### Avs
- Avsan, Anti (* 1958), schwedischer Politiker (Moderaterna), Mitglied des Riksdag
- Avşar, Evren (* 1983), türkischer Fußballspieler
- Avşar, Hülya (* 1963), türkische Schauspielerin und Sängerin
- Avsec, Dušan (1905–1989), jugoslawischer Ingenieur der Elektrotechnik
- Avsenik, Slavko (1929–2015), jugoslawischer bzw. slowenischer Komponist und MusikerSlavko Avsenik (1929–2015)

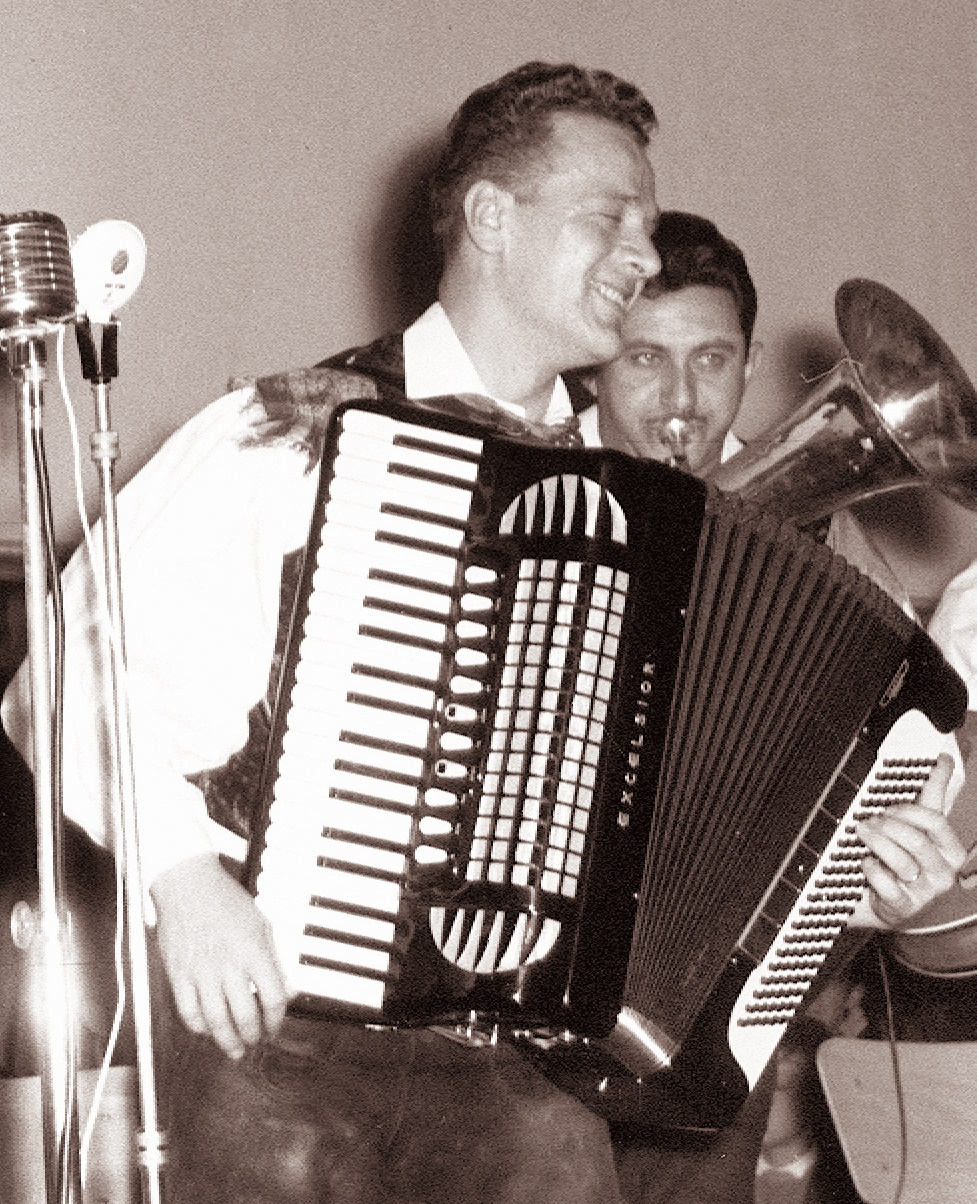
Slavko Avsenik (1929–2015)

- Avsenik, Slavko junior (* 1958), slowenischer Komponist, Jazzmusiker (Piano, Synthesizer) und Musikproduzent
- Avsever, Musa (* 1957), türkischer Soldat

### Avu
- Avu-chan (* 1991), japanische Rocksängerin, Liedtexterin, Musikproduzentin, Synchronsprecherin und Musicaldarstellerin
- Avui, Ishmael Mali (* 1963), salomonischer Politiker, Abgeordneter und Minister

### Avy
- Avy, Joseph Marius Jean (1871–1939), französischer Genre-, Landschafts-, Wand- und Pstellmaler sowie Illustrator
- Avyžius, Jonas (1922–1999), litauischer Politiker und Schriftsteller